# 慕尼黑地鐵
慕尼黑地铁（德語：U-Bahn München）是德国慕尼黑的一个地铁系统，也是当地除快铁外最重要的公共短途客运运输方式。自1971年10月19日开通首条线路以来，至今已建成了包含96座站点的103.1公里长的运行网络。慕尼黑地铁由慕尼黑交通公司在慕尼黑交通及资费集团制定的框架下运营。它在2017年的载客总量为4.1亿人次。

## 路线网络

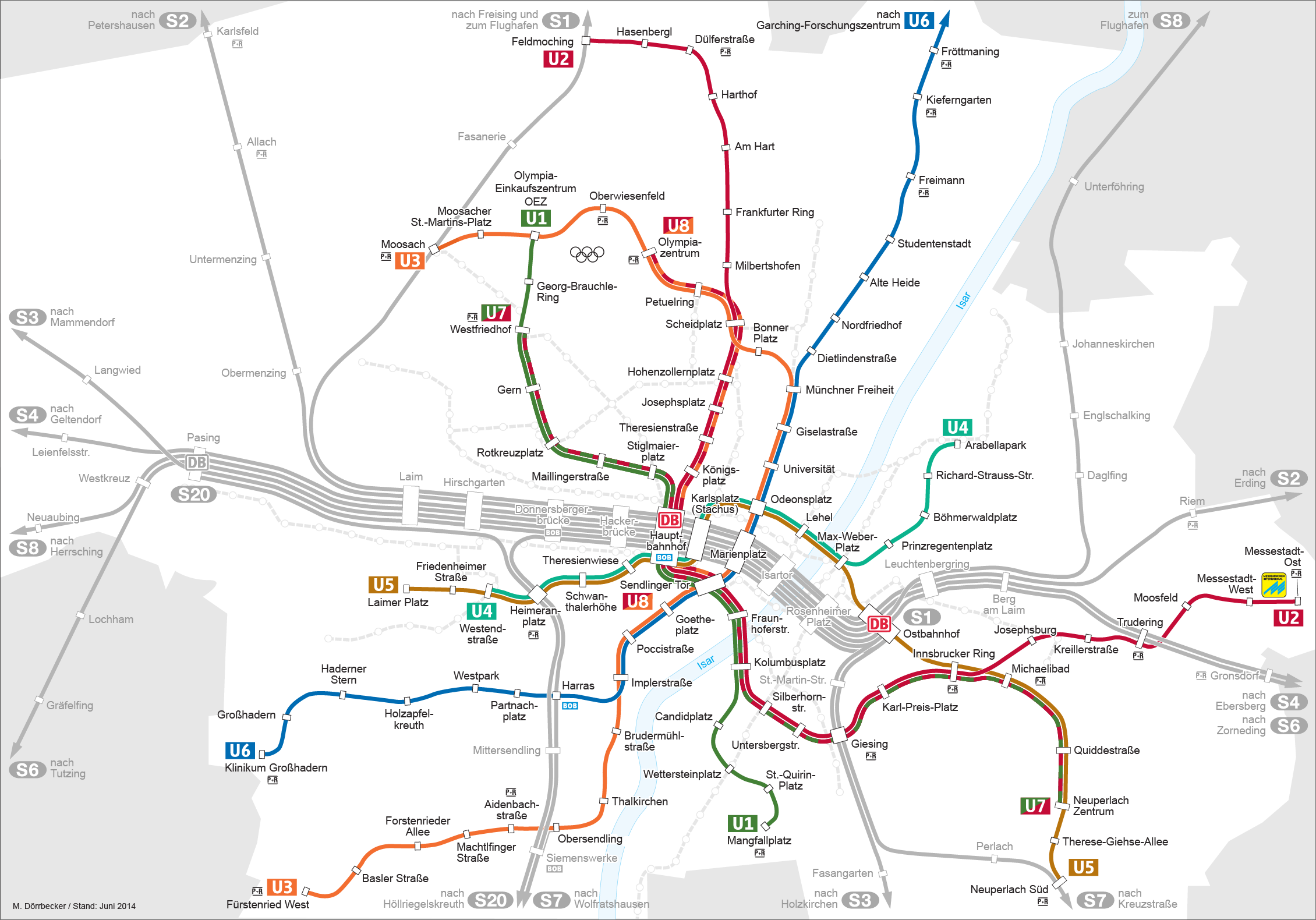
按地形显示的慕尼黑地铁网络

慕尼黑地铁的网络总长103.1公里，共设100座地铁站，其中多层的交会站按双倍计。整个网络中的行车最高限速为80公里/小时。不同于其它网络，慕尼黑地铁除了跨年和狂欢节外，在其余时间均不设通宵运营；大约凌晨1时至4时为常规停运时段，在周五至周六、以及周六至周日夜间则推迟为约2时至4时。
除U5和U6线外，所有路线都完全在隧道内运行。U5线在路线南端终点的新佩拉赫南站之前不远伸出地面，U6线的地面段则包括学生城至加兴高桥区间以及加兴至加兴科教中心间的较短路段。所有路线上的列车通常以10分钟一班的间隔运行，在高峰时段会缩短为5分钟间隔，但部分是以短线形式开行。在清晨初段和午夜过后的时段，列车通常仅以20分钟一班或更长的间隔运行。除了早班和夜班运输，大部分路线都使用长编组列车（6节车厢），只有U4线以及在新佩拉赫中心至奥林匹克购物中心间运行的U7加班线主要是以短编组列车（4节车厢）提供服务。

### 主线铁路
共有三条主线铁路穿过慕尼黑内城，每条线路各有两条路线通行。在路线的共用部分通过运行图的协调，使得钟面时刻叠加以产生匀称的行车序列。最老的主线铁路由U3和U6线使用（慕尼黑自由广场至因普勒街路段），站牌的标志色为蓝色。U1和U2线在火车总站至哥伦布广场间使用第二条主线铁路，配备红色的路线带。最后建成的主线铁路，即3号主线，则由U4和U5线在韦斯特兰街至马克斯·韦伯广场间使用，并提供黄色的路线带。各路线的大多数其余车站也会在站墙处提供相同的标志色。偏差是由线路概念的变化所产生。在建成初期至1980年间，路线带的颜色是与当时通车的相应行经地铁站相匹配。随着U1线开通往红十字广场的线路，概念得到改变并形成了主线铁路的路线组。地铁站此时应该采用带有相应路线组的标志色的路线带。而随着U2线延长至展览城，U2和U5线得以自因斯布鲁克环路站开始就最初规划的路线组进行置换。至新佩拉赫线路的南部车站——除终点站新佩拉赫南站外，仍然使用红色的路线带——尽管如今行经当地的是黄线。自2003年格奥尔格·布劳赫勒环路站开通以来，标志色仅被用于个别车站，它们将会随着一些旧车站进行站牌更换而逐渐消失。

### 编号
路线的号码并非按照它们开通的顺序编排，而是取自其最初各自所取代的有轨电车路线号码。因此，首条开通的U6线名称便来自电车6号线，后者具有近似的行经区域走向，从北向南穿越城市。但为了避免出现间隙，自1988年起，U8线被重编为U2线；而原计划以U9线（替代电车9号、19号、29号线）投入运营的名称也被调整为U4线。
慕尼黑交通公司共运营有八条地铁路线，其中两条仅为临时开行的加班线（双色背景路线）。在下表中，“距离”表示该路线各站点间的平均距离。括号内的数值是指U6线运行于慕尼黑市内的部分。
| 路线 | 走向 | 长度 （千米） | 车站数 | 站間距 （米） |
| ---- | --- | ------------- | ------ | ------------- |
| U1   | 奥林匹克购物中心 － 西部陵园 － 火车总站 － 森德灵门 － 哥伦布广场 － 曼格法尔广场站                                               | 12.185        | 15     | 870           |
| U2   | 费德莫兴 － 沙伊德广场 － 火车总站 － 森德灵门 － 哥伦布广场 － 因斯布鲁克环路 － 展览城                                           | 24.377        | 27     | 938           |
| U3   | 莫萨赫 － 奥林匹克购物中心 － 奥林匹克中心 － 沙伊德广场 － 慕尼黑自由广场 － 音乐厅广场 － 森德灵门 － 因普勒街 － 菲尔斯滕里德西 | 21.204        | 25     | 884           |
| U4   | 韦斯滕德街 － 火车总站 － 音乐厅广场 － 马克斯·韦伯广场 － 阿拉贝拉公园                                                            | 9.245         | 13     | 770           |
| U5   | 莱姆广场 － 韦斯滕德街 － 火车总站 － 音乐厅广场 － 马克斯·韦伯广场 － 因斯布鲁克环路 － 新佩拉赫中心 － 新佩拉赫南                | 15.435        | 18     | 908           |
| U6   | 加兴研究中心 － 弗略特马宁 － 慕尼黑自由广场 － 音乐厅广场 － 森德灵门 － 因普勒街 － 大哈登医院                                   | 27.416        | 26     | 1097 (860)    |
| U7   | 奥林匹克购物中心 － 西部陵园 － 火车总站 － 森德灵门 － 哥伦布广场 － 因斯布鲁克环路 － 新佩拉赫中心                               | 16.602        | 19     |               |
| U8   | 奥林匹克中心 － 沙伊德广场 － 火车总站 － 森德灵门 － 新佩拉赫中心                                                                 | 15.762        | 19     |               |

### U1线
| 路线 | 走向 |
| ---- | --- |
| U1   | 奥林匹克购物中心 － 格奥尔格·布劳赫勒环路 － 西部陵园 － 格恩 － 红十字广场 － 迈灵街 － 斯蒂格迈尔广场 － 火车总站 － 森德灵门 － 夫琅和费街 － 哥伦布广场 － 坎迪广场 － 韦特施泰因广场 － 圣奎里广场 － 曼格法尔广场 |

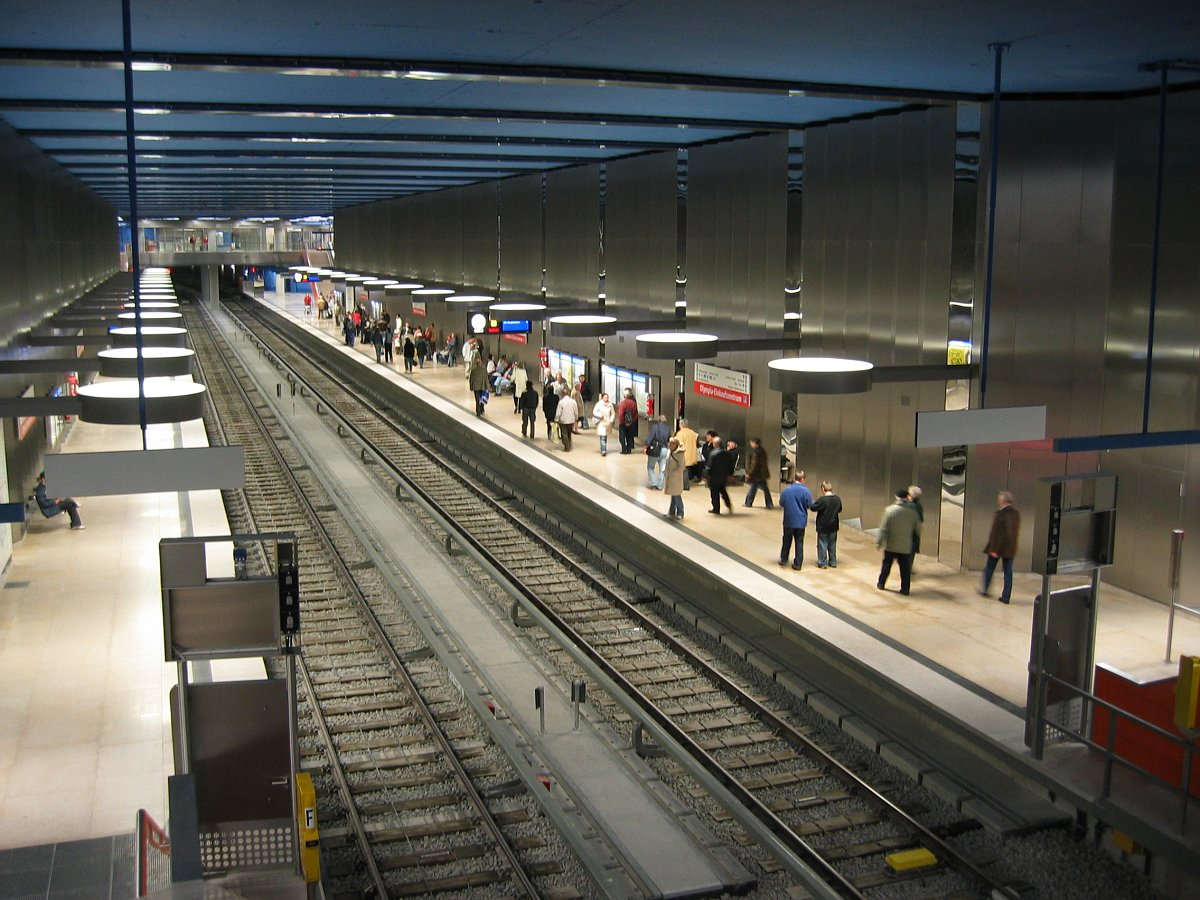
奥林匹克购物中心站

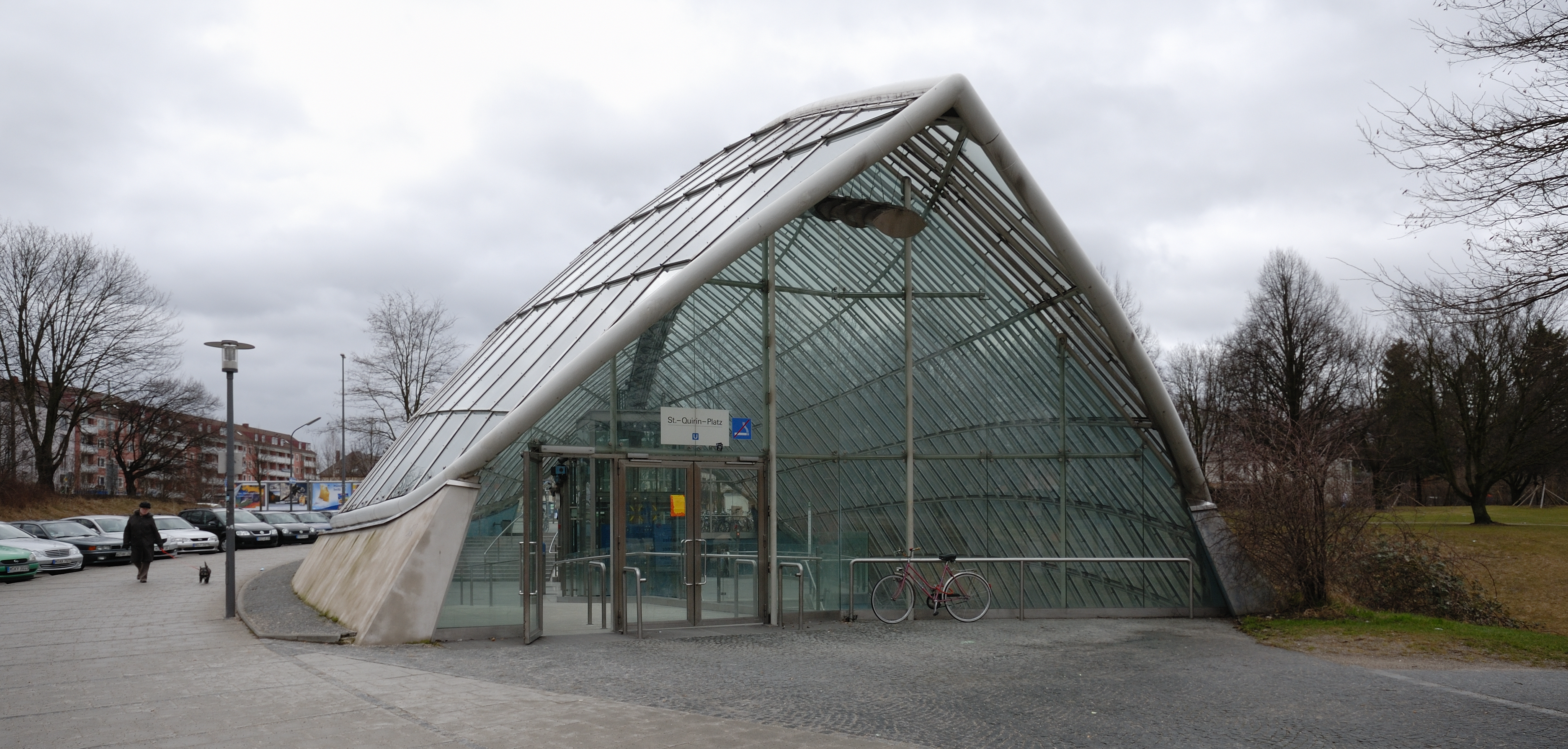
圣奎里广场站

U1线自2004年开始以莫萨赫区的奥林匹克购物中心作为起点，U3线也会在此停靠。这里还建有慕尼黑唯一的地下式“自行车换乘”车位，因此自行车停放点直接设于地铁站内。
U1线是沿着哈瑙街通往西部陵园，在格奥尔格·布劳赫勒环路的交叉口设立的同名地铁站于2003年通车，它是由艺术家弗朗茨·阿克曼所设计。西部陵园站由于其光效是出自工业设计师因戈·毛雷尔之手，它也成为广告商的热门取景地。接下来U1线将经由格恩站来到该线路从1983年至1998年间的北端终点——红十字广场，而格恩社区的历史可以从背景墙的巨大玻璃幕墙上窥见一斑。在宁芬堡街下方，路线进一步经由迈灵街通往斯蒂格迈尔广场，并最终在四线的火车总站与共用内城主线的U2线交汇。
在行车密集的内城路段，U1和U2线相互交叉调入，从而形成3－7分钟一班的行车间隔。从周一至周五，通过加密班次可在一天中的某些时段实现更均匀的行车间隔。在火车总站，路线也会下穿快铁的主线以及U4和U5线。在接下来的森德灵门站，U1线同样下穿U3和U6线的轨道，这是通过同一座车站内的两条分离独立的管道实现的，它们以跨式月台相连。
由于毗邻伊萨尔河，接下来的夫琅和费街站是通过以盾构挖掘的两条管道抵达。有及于此，该站的一大特点是其厚实的支柱。随后的哥伦布广场站被设计为三线的分岔站，自此再次将U1和U2线分离。
1997年建成的U1线路段在此向南转弯，穿过色彩缤纷的坎迪广场站，继而来到韦特施泰因广场站。接下来的圣奎里广场站在建筑结构上是独一无二的，这也是慕尼黑地铁的不同寻常之处，因为它的侧面有一个张开的大“眼睛”，并在其上方的贝壳状屋顶结构中采用玻璃拱墙。它是唯一一座有两台自动扶梯并行的地铁站，因为附近还设有一台残疾人护理设备。这里原本计划只装一台扶梯，相应的凹痕在月台层的天花板上依稀可见。
沿瑙普利亚街下方最终抵达终点站曼格法尔广场，与之相连的是一个大型的地下停车换乘设施。从韦特施泰因广场至此最初规划建造有轨电车线路，但最终地铁更受人们的青睐。
由于成本原因以及运输效益成疑，U1线向南进一步延伸至哈拉兴医院甚至是大黑塞洛赫桥的计划已被推迟。最初，这里应替换有轨电车25号线，至1980年代中期，有轨电车应完全被地铁所取代。向北延长至法萨内利的计划在中期内也不会实现。

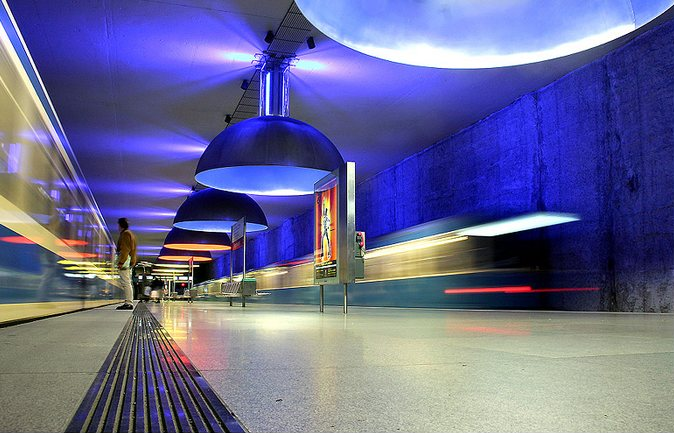
西部陵园站

### U2线
| 路线 | 走向 |
| ---- | --- |
| U2   | 费德莫兴 － 哈森贝格尔 － 迪尔费尔街 － 哈特霍夫 － 哈特畔 － 法兰克福环路 － 米贝茨霍芬 － 沙伊德广场 － 霍亨索伦广场 － 约瑟夫广场 － 特蕾西娅街 － 国王广场 － 火车总站 － 森德灵门 － 夫琅和费街 － 哥伦布广场 － 西尔伯霍恩街 － 翁特贝格街 － 吉兴 － 卡尔·普莱斯广场 － 因斯布鲁克环路 － 约瑟夫堡 － 克莱勒大街 － 特鲁德灵 － 莫斯费尔德 － 展览城西 － 展览城东 |

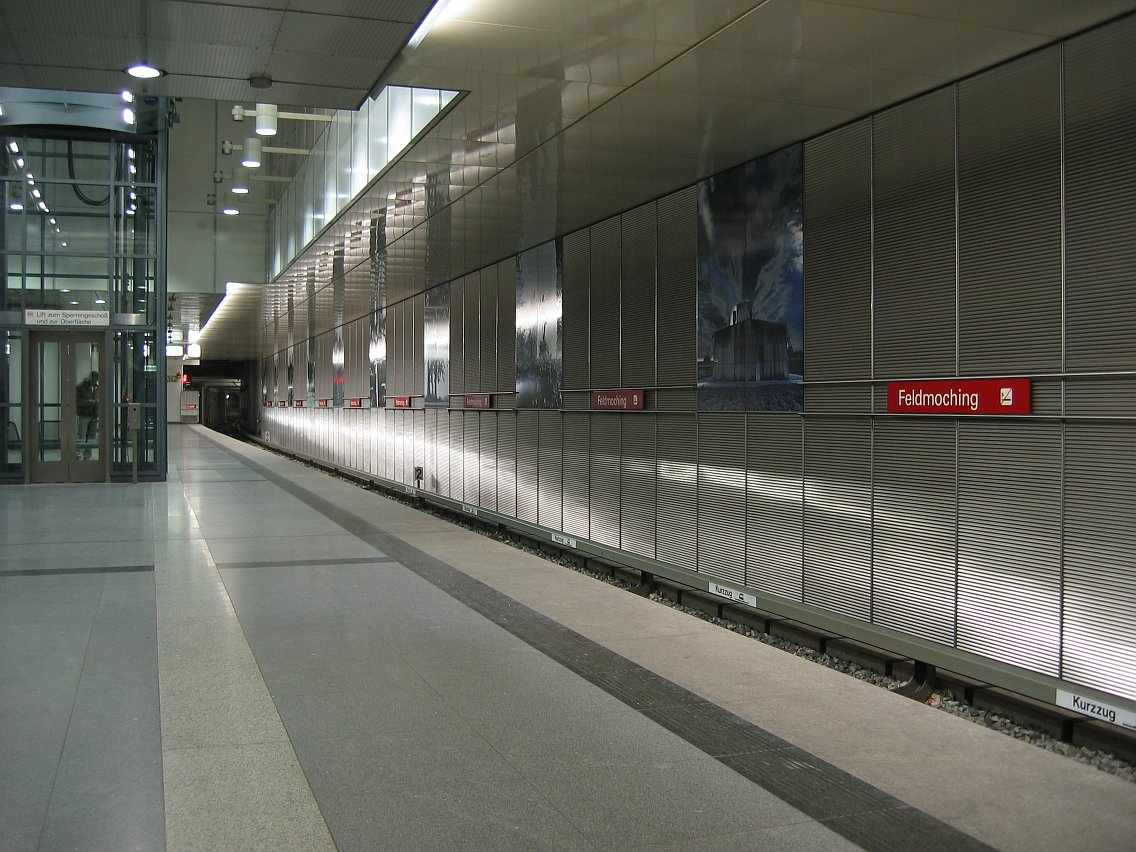
费德莫兴站

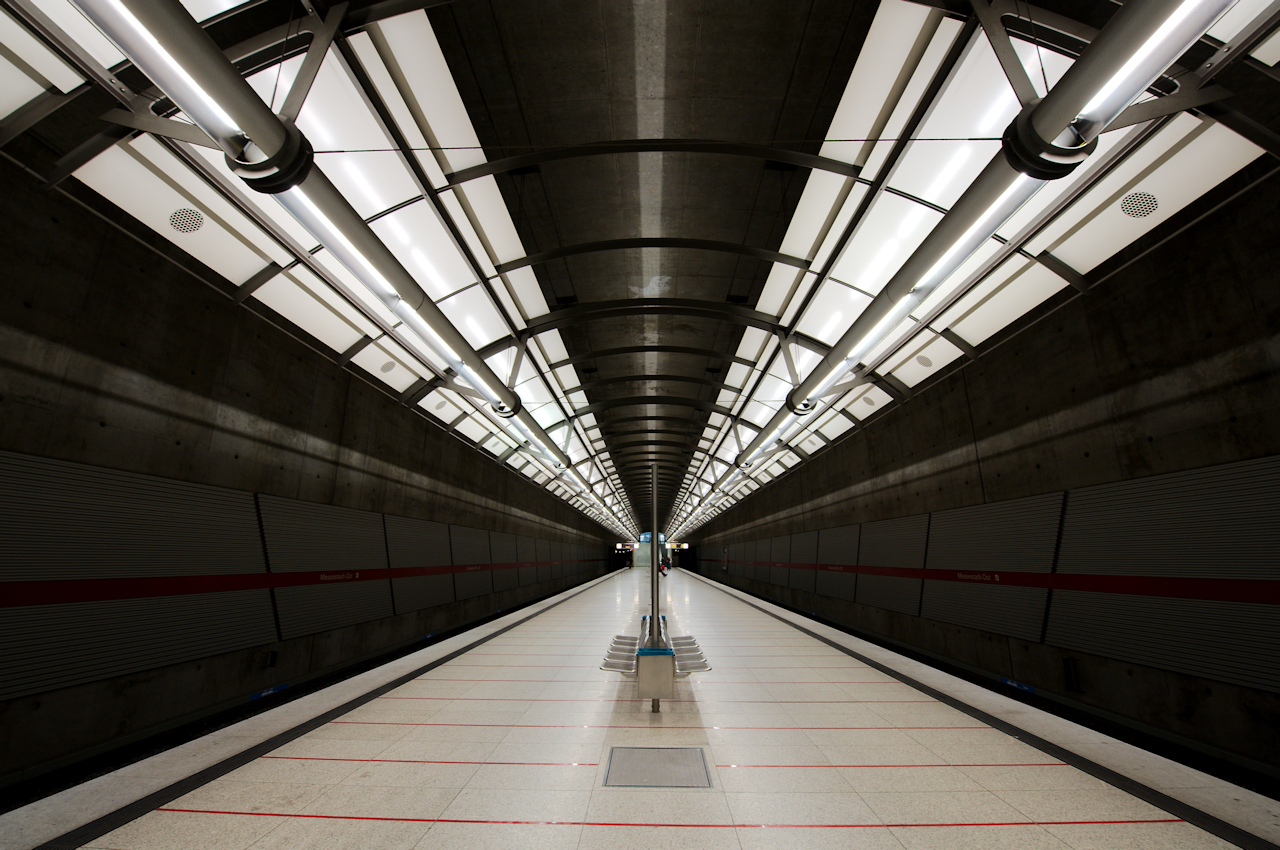
展览城东站

U2线可能是最频繁更换终点站的路线。路线编号也发生了改变，因为其最初是被称作U8线。它还是唯一一条（U2和历史上的U8线相结合）曾运行于全部三个路线组（U1/2、U3/6、U4/5）的路线。如今，U2线的运营长度约为24.4公里。
如今的U2线始发站设于费德莫兴快铁站以北的地下，在那里可与至弗赖辛或机场的快铁S1线相连接，有时还可接驳通向兰茨胡特的区域列车。在米贝茨霍芬站之后，U2线与U3线在四线的沙伊德广场站交汇，它们可以同台换乘，但这个连接通常需要等待。在1993年至迪尔费尔街站的路线开通之前，U2线自沙伊德广场起是像U3线一样运行至奥林匹克中心。通过施瓦宾和马克斯近郊，路线继续经由霍亨索伦广场、约瑟夫广场、特蕾西娅街和国王广场进入内城。
在火车总站，U2线接入与U1线共用的主线铁路，穿过内城直至哥伦布广场（详情参见U1线）。从哥伦布广场开始，U2线经由西尔伯霍恩街和翁特贝格街通往吉兴站，在那里可从地面换乘至快铁S3和S7线。通过卡尔·普莱斯广场后，U2线继续前往因斯布鲁克环路，在那里通常可以实现类似于沙伊德广场的同台换乘，这里的换乘线为U5线。在通向里姆展览城的线路分支于1999年开通之前，U2线是像U5线一样运行至新佩拉赫南站止。如今它则贯穿莱姆畔山和特鲁德灵地区，并在特鲁德灵站与快铁建立进一步的联结。
在莫斯费尔德站之后，路线开始延伸至展览城西和展览城东两座车站。紧邻地铁站北侧的是展览场馆，而南侧则是开发区，即里姆购物廊以及曾举办2005年德國聯邦園藝博覽會的里姆公园所在地。

### U3线
| 路线 | 走向 |
| ---- | --- |
| U3   | 莫萨赫 － 莫萨赫圣马丁广场 － 奥林匹克购物中心 － 上草地 － 奥林匹克中心 － 佩图埃尔环路 － 沙伊德广场 － 波恩广场 － 慕尼黑自由广场 － 吉瑟拉街 － 大学 － 音乐厅广场 － 玛利亚广场 － 森德灵门 － 歌德广场 － 波契街 － 因普勒街 － 兄弟磨坊街 － 塔尔基兴 － 上森德灵 － 埃登巴赫街 － 马赫特芬街 － 福斯滕里德大道 － 巴塞尔街 － 菲尔斯滕里德西 |

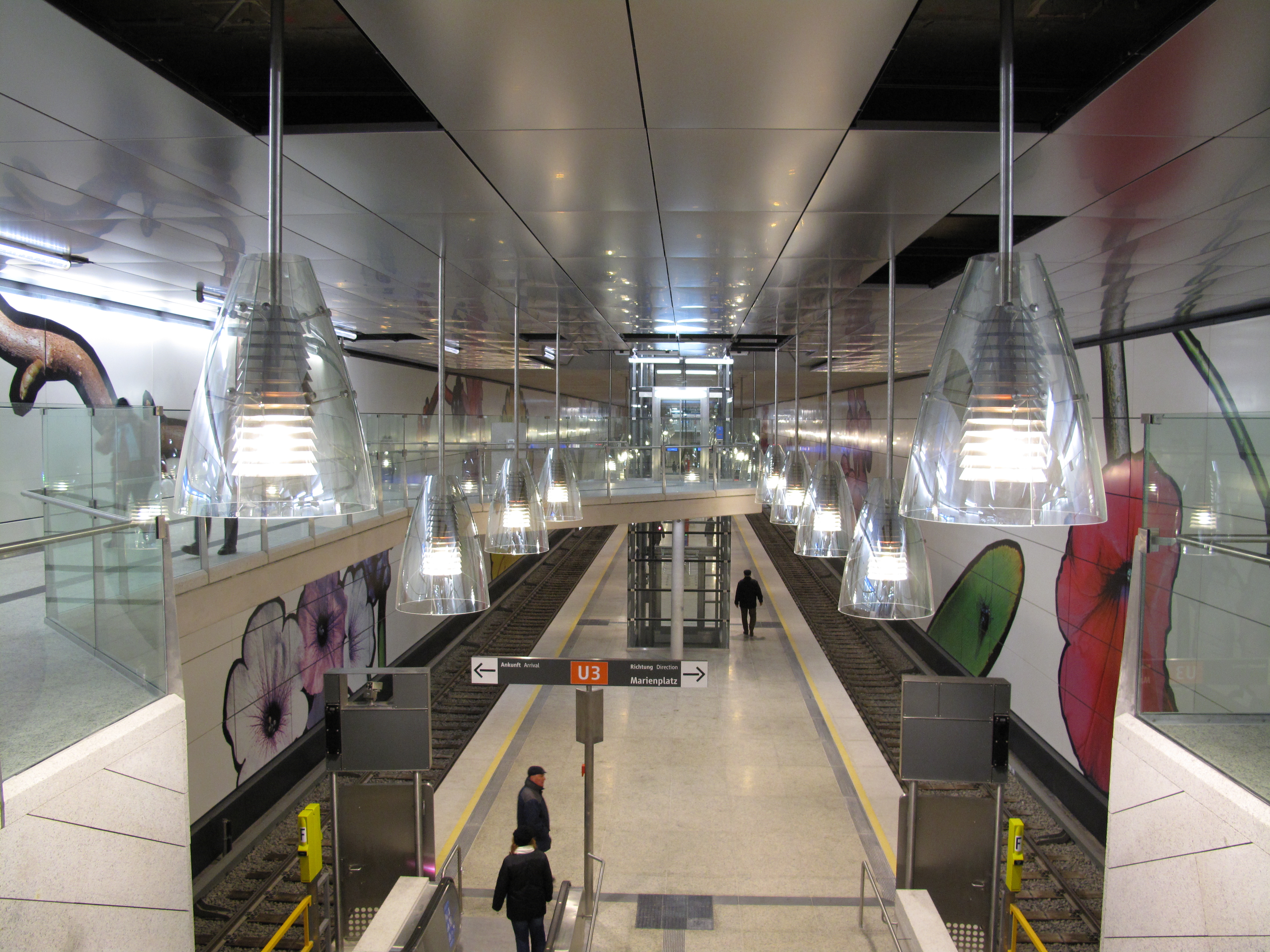
莫萨赫站

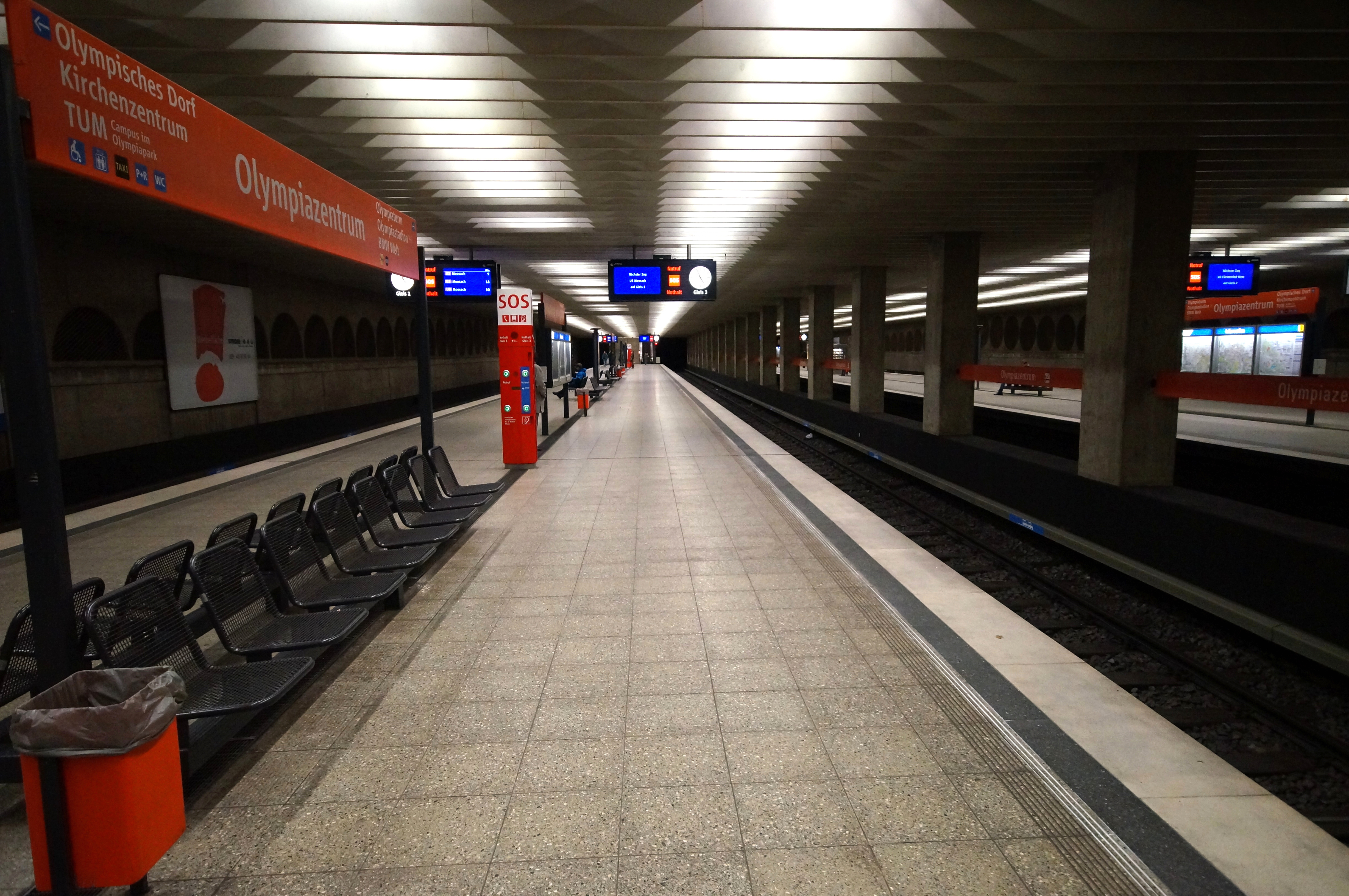
奥林匹克中心站

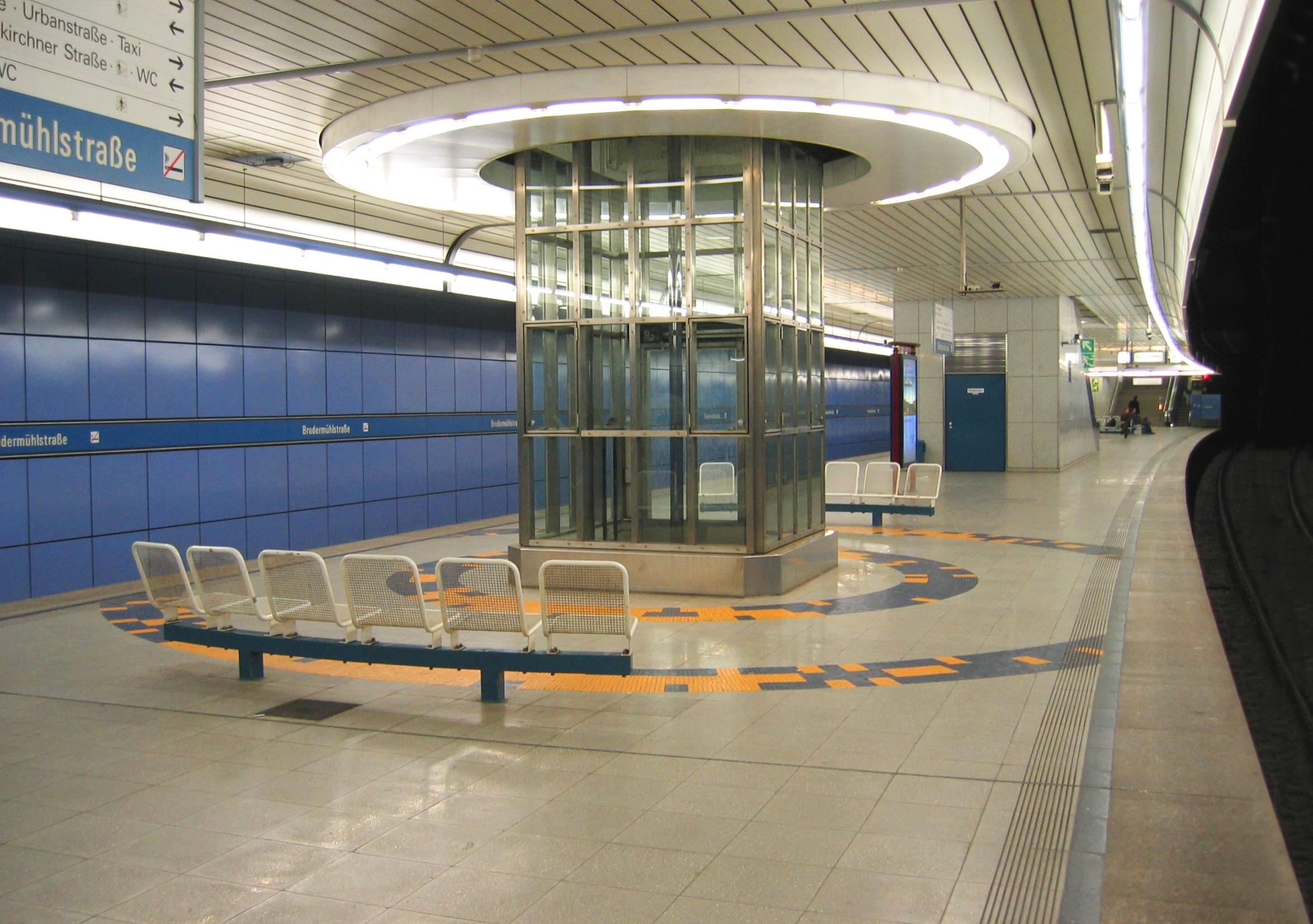
兄弟磨坊街站

当1972年夏季奥运会的主办权于1966年4月26日被授予慕尼黑后，U3线的建设大大加快。由于U3线计划用作奥运场馆的联结线，一年前才采纳的路线网络规划需要进行变更，因为经行火车总站的原始线路走向无法在短期内实现。此外，不与位于弗略特马宁的技术基地相接的运营也被认为风险过高。U3线的线路长度为19公里。
在北端，U3线自2010年12月11日开始以莫萨赫站作为起点。此前，它是与U1线共用奥林匹克购物中心站担任始发站。通过奥林匹克公园北侧的上草地站，会来到四线的奥林匹克中心站，从1972年至2007年，这里是U3线的北端终点。目前的奥林匹克中心地铁站实际上也被称为“上草地站”，这就是为什么在2014年更新前的路线带中能够看到“奥林匹克中心（上草地）”的标识。为了保持该地区在城市景观中的原始称谓，设于“上草地奥林匹克中心站”以北的新站会被临时命名为“奥林匹克中心北站”。
经过佩图埃尔环路站会到达沙伊德广场站，人们在那里可于同一座月台换乘至对面的U2线。经过波恩广场则会来到慕尼黑自由广场站，路线在此接入与U3/U6线共用的主线铁路。穿过吉瑟拉街和大学后，U3线会在音乐厅广场站与U4和U5线相交，并在这里横越后两条线。原本这里并没有预留换乘的空间，因此必须对该站的南端进行大规模改造。于是两条主线铁路之间的换乘通道便不是慕尼黑惯有的宽大设计。这个缺陷变得愈发明显，因为该路段是整个地铁网络中负荷最重的部分。
在由建筑师亚历山大·冯·布兰卡设计的玛利亚广场站内有快铁S1－S8线交汇，这里经常拥塞，尤其是在工作日及体育比赛日。该站是整个地铁网络中最为繁忙的，因此在弗略特马宁新建了一座足球场后，这里便增设了一条额外的行人隧道进行疏解。
在森德灵门站，U3线最终与U1和U2线相交，并横跨后者所在的2号主线铁路。通过已于35年前建成的林德虫隧道后便会来到早在1941年之前便已完成骨架建造的歌德广场站。在隧道的这一路段，仍然清晰可见当初为接触网架而设的凸起墙体、以及在第二次世界大战期间用作防空洞时的墙壁标记。接下来的波契街站是其后在原有的隧道和正在运营的隧道之间建造，并于1978年5月28日，即线路的其余部分通车不到三年后建成。U3线和U6线的路径在因普勒街站再次分离，这里还有一条反向的单线分支通往特蕾西娅草坪车辆段，可经由U4/U5的线路抵达。
从三线的因普勒街分岔站开始，U3线几乎完全呈正南向延伸。接下来的兄弟磨坊街站是与位于其上方、隶属中环公路的兄弟磨坊隧道共同建设，这就是其地下水位相对较低的原因。站内陈列的一块古老磨石可让人回想起同名街道的历史传统。在随后的塔尔基兴（动物园）站，其轨道背景墙上由艺术家里卡达·迪茨设计的的动物图案提醒着人们这里毗邻海拉布伦动物园。
从塔尔基兴出发，路线才转而向西经由上森德灵（连接至西门子工厂快铁站）、埃登巴赫街、马赫特芬街和福斯滕里德大道抵达巴塞尔街站。终点站菲尔斯滕里德西已地处城市边界旁，未来将考虑进一步延长至诺伊里德。

### U4线
| 路线 | 走向 |
| ---- | --- |
| U4   | 韦斯滕德街 － 海梅兰广场 － 施万塔勒高地 － 特蕾西娅草坪 － 火车总站 － 卡尔广场（斯塔修斯） － 音乐厅广场 － 莱赫尔 － 马克斯·韦伯广场 － 摄政王广场 － 波西米亚森林广场 － 理查德·施特劳斯街 － 阿拉贝拉公园 |

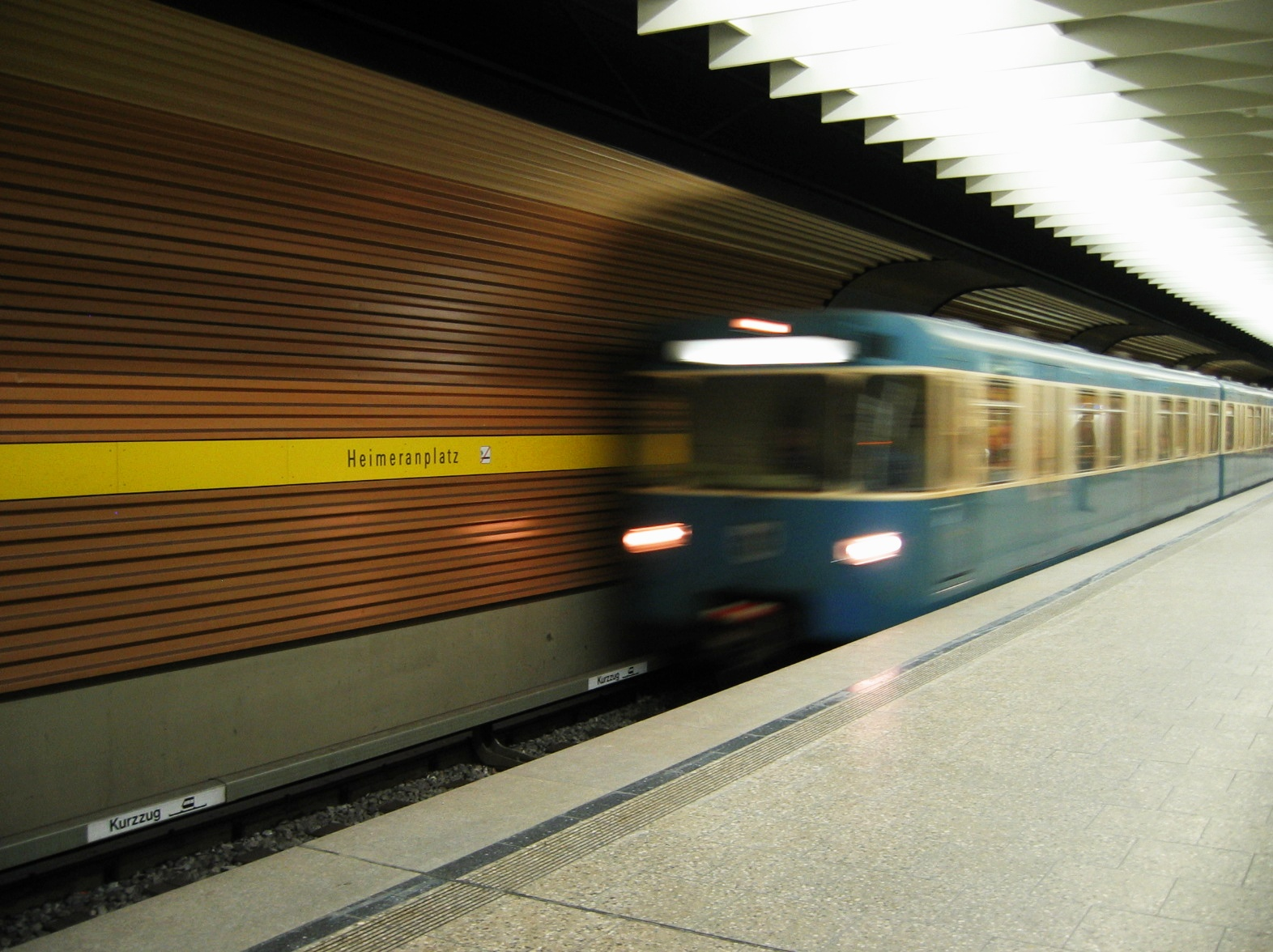
A型车驶入海梅兰广场站

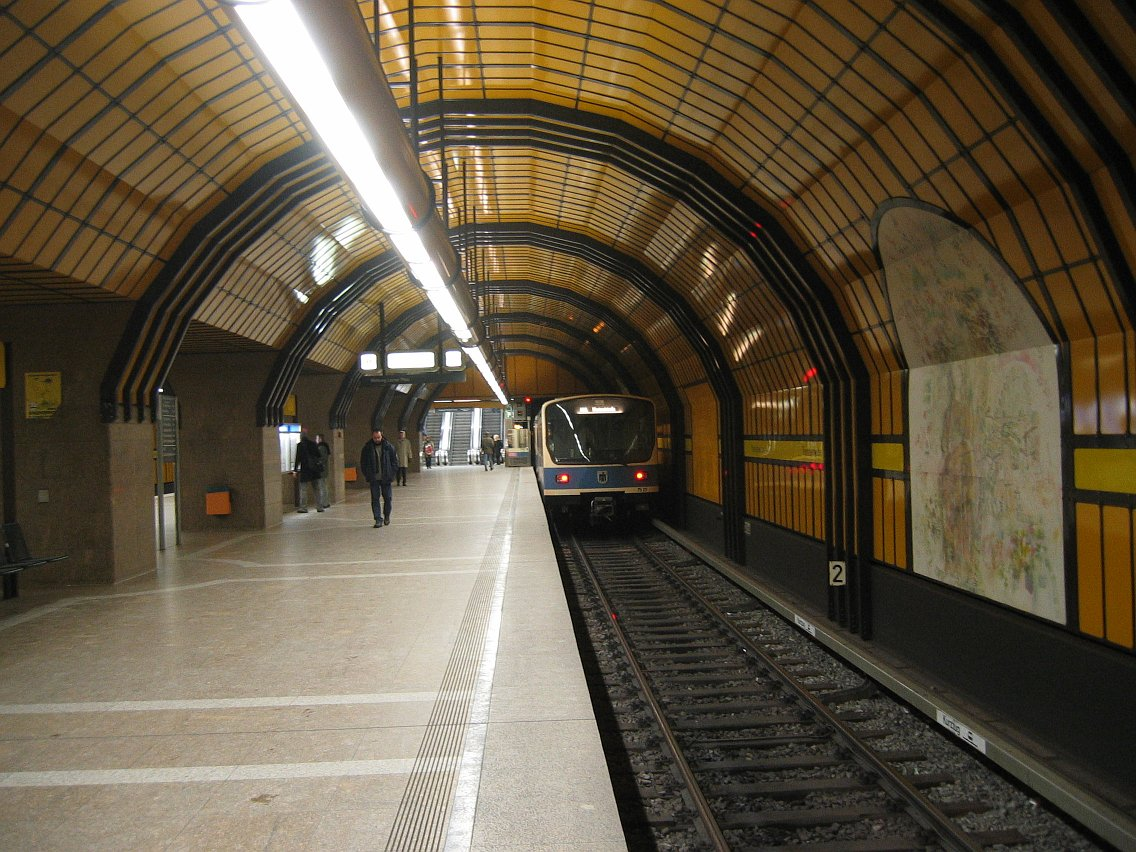
B型车驶离特蕾西娅草坪站

U4线以9.247公里的长度成为慕尼黑地铁最短的路线，全程仅设14座车站。它最初被规划为U9线，并且是在2006年的运行图调整之前，唯一的一条常规使用短编组列车（4节车厢）运营的路线。仅有的例外是在周五下午和慕尼黑啤酒节期间——自2006年12月10日调图后，U4线在每周休息日期间的高峰时段开行有6节车厢的长编组列车，但后来仅以10分钟的间隔取代了之前的5分钟。
在西端（向北运营，尽管U4线的南部终点是慕尼黑地铁中唯一位于北部并作为运营北端的路线），U4线是与U5线共用韦斯滕德街站作为始发站。最初U4线是像U5线一样运行至莱姆广场，但由于后面两座地铁站的客流量不足而被撤回。U4线和U5线也是唯一一对仅在两条线路的共用主线铁路中的其中一端进行任务分叉的路线。
U4线在海梅兰广场站可换乘至快铁S7线和S20线。接下来的施万塔勒高地站于1998年（慕尼黑展览会搬迁至里姆）之前曾使用“展览地（Messegelände）”的名称。此站过后不久，路线将岔入慕尼黑地铁仅有的一条非营运线通往三线的特蕾西娅草坪车辆段。在建造U4/U5线的线路时，除了这条专用轨道和当地的存车设施外，它们并不能连接至地铁的其余网络，尤其是不能通往弗略特马宁的技术基地。如今则在因斯布鲁克环路设有另外一条接入其余路网的连接线。
在特蕾西娅草坪站配备有一个值班站长监控台，以应对慕尼黑啤酒节期间的大量客流，在弗略特马宁站进行改造之前，这种设计在慕尼黑地铁网络中是独一无二的。车站的南部出口也直接延伸至庆典草坪上。在节日期间，这里原则上也由值班站长处理列车的到发，而不是司机。除高峰时段外，U4线于白天是从韦斯滕德街始发；而高峰时段和周末（不含清晨）则是从特蕾西娅草坪始发，因为路段西部的乘客数量不足以支撑直通服务。
在火车总站设有连接至所有快铁路线、以及在那里跨越U4线的U1/U2线主线铁路的换乘通道。在下穿快铁主线铁路之后，U4线会来到卡尔广场（斯塔修斯）站再次与快铁相连。该地铁站是慕尼黑地铁网络中最深的站点，其设于伦巴赫广场出口的自动扶梯也是慕尼黑最长，有247级、56.5米长和20.63米的净空高度。在接下来通往可换乘至U3和U6线的音乐厅广场站途中，线路将到达离地约36米的全网最深处。音乐厅广场站则设有52.8米长的慕尼黑第二高自动扶梯。相比之下，德国最深的地铁站（26米）和净空高度最大的自动扶梯均位于汉堡（展览馆站）。
与音乐厅广场站一样，接下来的莱赫尔站也是一座带有两个独立管道的井矿式车站，它们通过交叉巷道相连。线路自此下穿伊萨尔河，在毗邻馬克西米利安紀念館的三线分岔站马克斯·韦伯广场，将U4线从与U5线共用的主线铁路中分离。马克斯·韦伯广场站的其中一个出口位于法定古迹有轨电车展馆内，这是因地铁建设而发生转变的交通工具。
经过同样由（玛利亚广场站的设计者）亚历山大·冯·布兰卡设计的摄政王广场站和波西米亚森林广场站后，U4线会来到理查德·施特劳斯街站。波西米亚森林广场站的绿色主题会让人联想到它的同名地点，并且由于其所处方位，该站也是这条路线上唯一配备侧式月台的车站。地铁从波西米亚森林广场站会直接下穿中环的公路隧道，它同样也行经理查德·施特劳斯街下方。U4线在阿拉贝拉公园站结束，但经由存车设施仍然可以通往600米开外、最初规划而未建成的科西马公园站（Bahnhof Cosimapark）。
U4线经由科西马公园和费德里奥公园进一步延长至英戈沙金已被纳入慕尼黑地铁建设的第三个中期计划中，但由于U4线的利用率已经相对较低，预计在中期内不会实现。由于人口密度不足以证明地铁建设的必要性，即便是最初计划向西延长至布鲁门瑙的设想也几乎没有机会实现。

### U5线
| 路线 | 走向 |
| ---- | --- |
| U5   | 莱姆广场 － 弗里登海姆街 － 韦斯滕德街 － 海梅兰广场 － 施万塔勒高地 － 特蕾西娅草坪 － 火车总站 － 卡尔广场（斯塔修斯） － 音乐厅广场 － 莱赫尔 － 马克斯·韦伯广场 － 火车东站 － 因斯布鲁克环路 － 米夏埃利游泳馆 － 奎德街 － 新佩拉赫中心 － 特蕾泽·吉泽大道 － 新佩拉赫南站 |

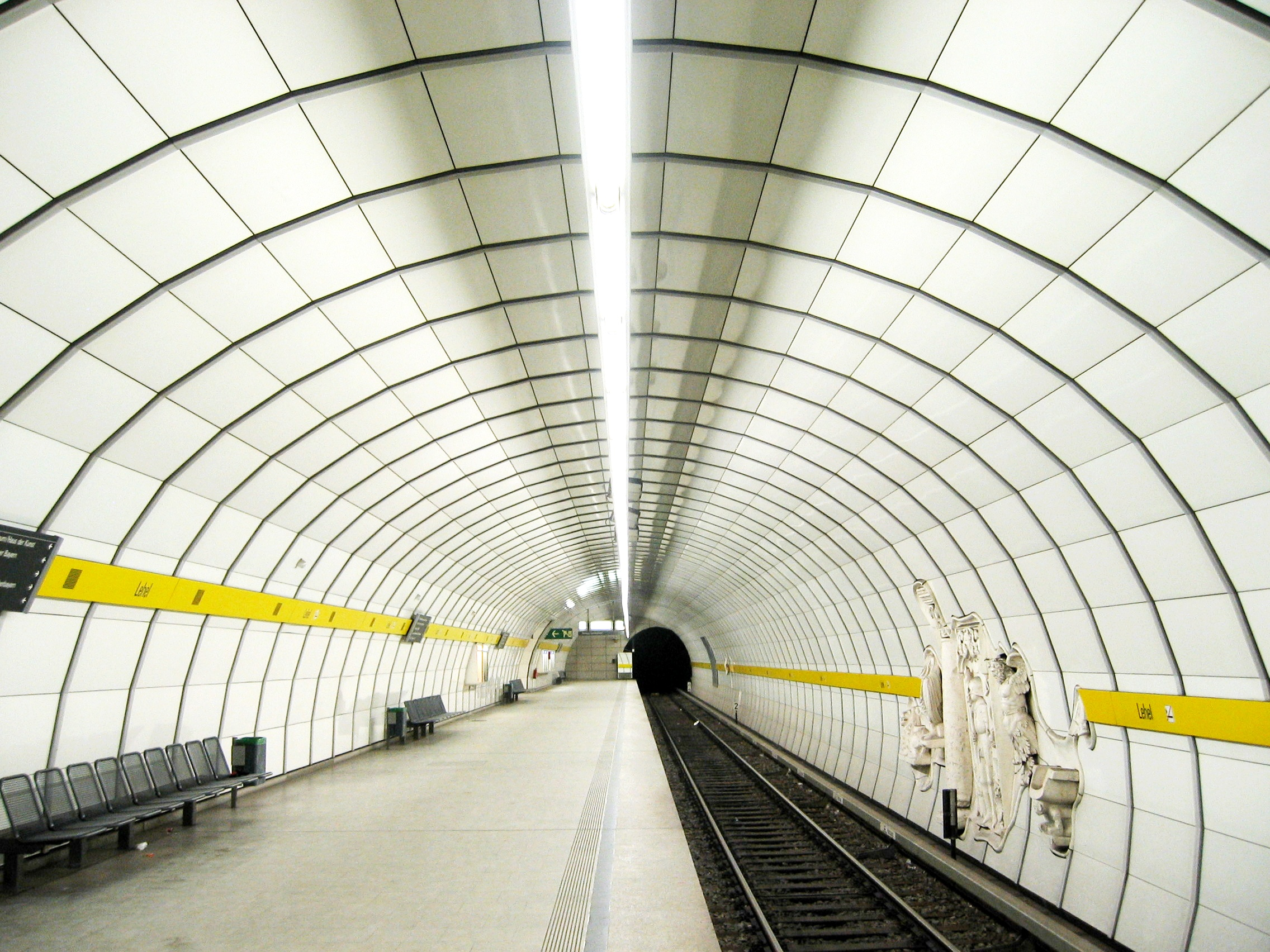
莱赫尔站

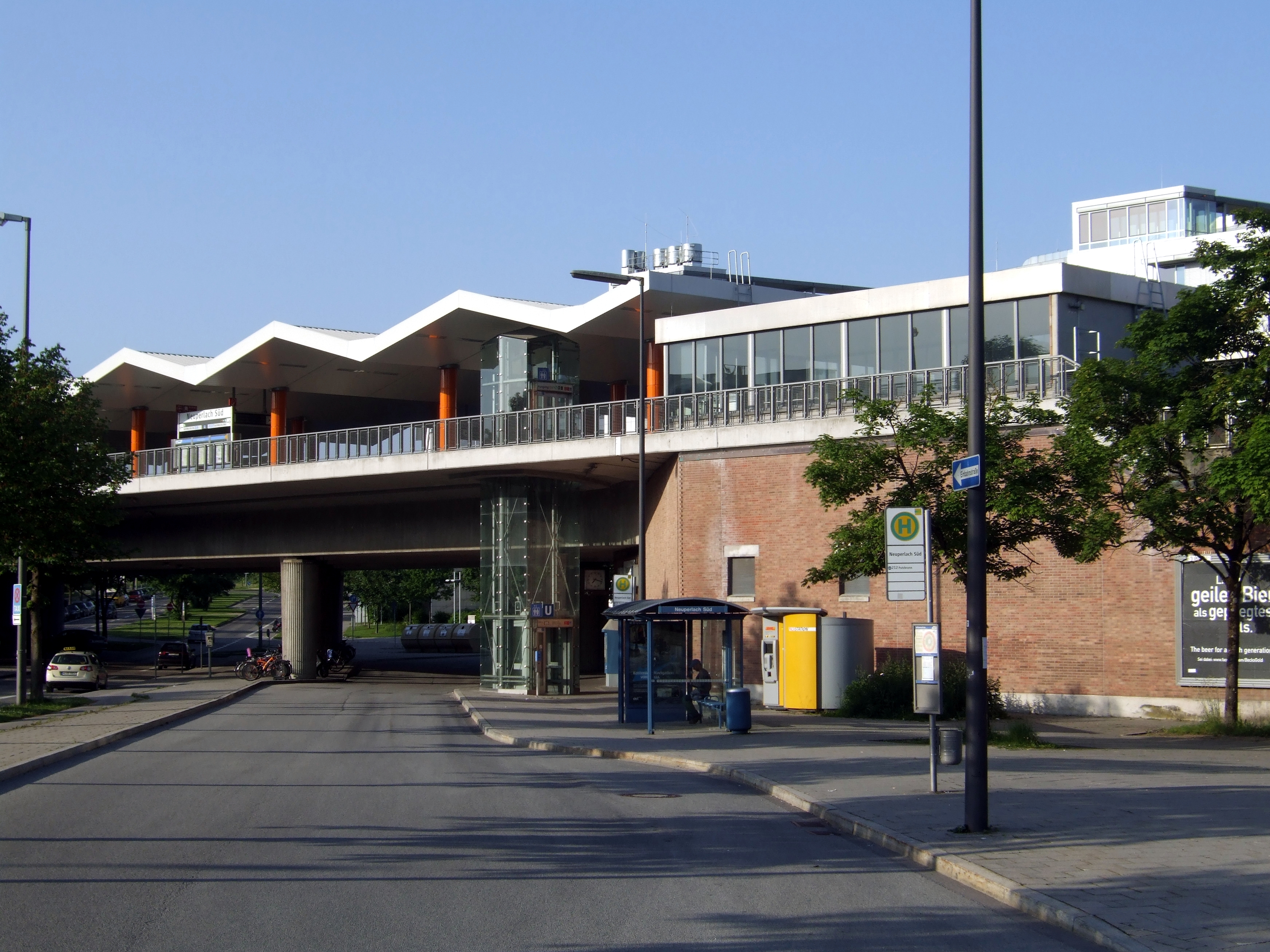
新佩拉赫南站外观

U5线当前在莱姆广场站始发，尽管有延长至帕兴的设想，但具体落实仍然成疑。路线当前的运营长度为15.4公里。
U5线先是经由风格非常明亮的弗里登海姆街站前往韦斯滕德街站，然后与U4线共同经由海梅兰广场站、施万塔勒高地站、特蕾西娅草坪站、火车总站、卡尔广场（斯塔修斯）站、音乐厅广场站和莱赫尔站抵达马克斯·韦伯广场站（详情参见U4线）。
马克斯·韦伯广场站最终将主线铁路上的U4和U5线分离，其中U5线朝右转向南部，来到有鲜明的红白色对比风格的火车东站。那里可换乘至快铁主线，后者从U5线的底部穿过。通过内城第三长的站间距离（1602米）之后会到达因斯布鲁克环路站，乘客可在同一月台对面直接换乘往展览城方向的U2线。
从因斯布鲁克环路通往米夏埃利游泳馆站的间距为内城最长的1780米。路线在那里沿着东部公园的边缘伸展，并抵达奎德街站。接下来的车站是新佩拉赫中心，它位于自1960年代起设立的大型新建居民区新佩拉赫境内。在特蕾泽·吉泽大道站之后，U5线终于伸出地面，以新佩拉赫南站作为终点。这座车站设于一座桥上，与柏林高架铁路类似，可通过其锯齿状的屋顶结构从远处识别。这条线路最初来自U8线，自1988年起由U2和U5线共用，自1999年起则仅由U5线运营。作为新佩拉赫南站2007年至2008年修缮工程的一部分，其月台层进行了部分重新设计。因此，该线罕有的橙色被应用于屋顶的柱梁上。同时，站内还安装了新的路标系统，这些系统此前曾在玛利亚广场站或音乐厅广场站的改造后使用，并自那时起开始应用于其它站点。该站的通道层尚未进行修缮。
新佩拉赫南站的一大特点是快铁和地铁共用一个月台，其中S7线使用3道，U5线驶来的列车则停靠在月台另一侧的2道。因此，在地铁和快铁之间可以实现同台换乘。此外，新佩拉赫南站也是一座大型的存车场（南部车辆段），在低负荷时段和夜间，这里可以存放许多无法存放至弗略特马宁或路网其它存车设施内的地铁车辆。
在慕尼黑地铁投入常规运营之处，曾短暂开行有从慕尼黑自由广场至歌德广场间的U5加密路线，但仅过了一年后，这条路线便于1973年7月2日停办，其行程则被整合至U6线。

### U6线
| 路线 | 走向 |
| ---- | --- |
| U6   | 加兴研究中心 － 加兴 － 加兴高桥 － 弗略特马宁 － 松园 － 弗莱曼 － 学生城 － 老荒原 － 北部陵园 － 迪特林登街 － 慕尼黑自由广场 － 吉瑟拉街 － 大学 － 音乐厅广场 － 玛利亚广场 － 森德灵门 － 歌德广场 － 波契街 － 因普勒街 － 哈拉斯 － 帕特纳赫广场 － 西公园 － 霍尔茨阿普费尔克罗伊特 － 哈登之星 － 大哈登 － 大哈登医院 |

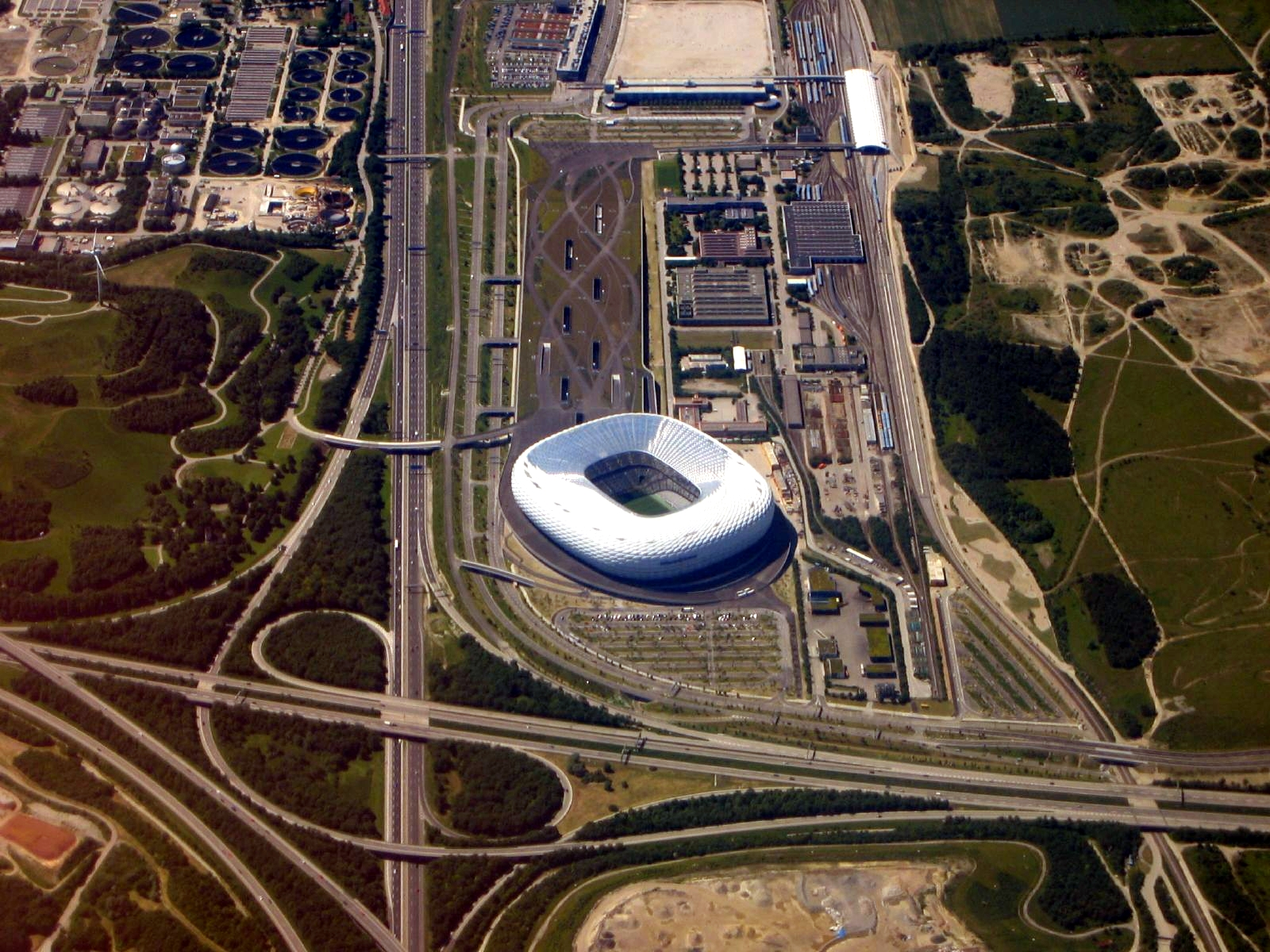
鸟瞰安联竞技场与图片右上角的弗略特马宁站（亮顶）

U6线设有26座车站、全长27.4公里，是慕尼黑最长的地铁路线。它也是首条投入运营的路线。林德虫隧道（森德灵门至歌德广场段）早在1938－1941年间便已建成，是南北向快铁线路的组成部分。其走向大致与如今的U6线相同，但在卡尔广场（斯塔修斯）与东西向快铁相交。
这是唯一超出慕尼黑城市范围的路线。因此，它是以另一座城市——慕尼黑附近加兴高校及研究中心地下的加兴研究中心站作为起点。从那里开始，U6线会下穿加兴本身的一条线路，并通过加兴站与这座城市相接，继而在与市分区高桥同名的地铁站前不久升出地面。接下来，地铁将以不停站的方式行驶4208米直至慕尼黑。慕尼黑境内的首座车站为弗略特马宁站，它与安联竞技场相连。随着竞技场的建设，该站必须进行四线改造，以满足在足球比赛期间的大量客流。随后的松园站作为慕尼黑第一条地铁线路的终点，是一座四线的分岔站，这里设有反方向的支线通往地铁技术基地。线路继续沿地面伸展会经过弗莱曼来到学生城。之后，地铁再次进入地下。U6线自此沿着设有老荒原站的翁格雷尔街、北部陵园和迪特林登街通抵慕尼黑自由广场。从该站开始，U6线会与U3线共线运行，在内城下方朝南驶向森德灵，继而在因普勒街站再将两条线的路径分离。
在因普勒街之后，线路向西转往哈拉斯站，那里可以换乘至快铁S7线。紧接着，它将从东至西横贯市辖区森德灵-西公园。这一路段的帕特纳赫广场站、西公园站和霍尔茨阿普弗尔克洛伊特站都是随着西公园举办國際園藝博覽會而在1983年建成通车。最后，地铁将经由哈登之星站和大哈登站抵达U6线的南部终点大哈登医院站。

### U7线
| 路线 | 走向 |
| ---- | --- |
| U7   | 奥林匹克购物中心 － 格奥尔格·布劳赫勒环路 － 西部陵园 － 格恩 － 红十字广场 － 迈灵街 － 斯蒂格迈尔广场 － 火车总站 － 森德灵门 － 夫琅和费街 － 哥伦布广场 － 西尔伯霍恩街 － 翁特贝格街 － 吉兴 － 卡尔·普莱斯广场 － 因斯布鲁克环路 － 米夏埃利游泳馆 － 奎德街 － 新佩拉赫中心 |

显示屏标明U7线只有4节编组（两辆双重动车组）

U7线是加密路线，仅在高峰时段运行。它设有17座车站，并连接两条主线铁路。U7线从奥林匹克购物中心站始发，并与U1线并线使用2号主线铁路前往火车总站。在与U1和U2线共同经由森德灵门到达哥伦布广场之后，路线再与U2线一起经由吉兴通往因斯布鲁克环路。在那里，U7线通常会使用接发U2线的轨道。如果发生运营故障，即U2线和U5线无法同时换乘的例外情况下，预计则会对这条轨道上的U2线乘客造成困扰。离开因斯布鲁克环路站后，U7线会转入3号主线铁路，与U5线并线运行至其终点新佩拉赫中心站。
现有的U7线是在2011年12月12日的运行图调整中设立。它取代了U1线以往在西部陵园至森德灵门之间开行的加密班次。在运营中，U7线通常使用四节车厢的短编组列车，因此只有A型车和B型车上线运行。2013年12月14日以前，该路线仅在工作日的早高峰时段贯通全线运行；而在下午和节假日期间，则仅在西部陵园至森德灵门间往返运行。自2013年12月15日起，列车也会在工作日下午运行至抵新佩拉赫中心站，而节假日仍继续作为短线开行至森德灵门止。
在2017年U3线于沙伊德广场站至慕尼黑自由广场站之间进行的施工过程中，线路必须关闭数月，使得U7线最初被临时延长至奥林匹克购物中心始发。由于反响良好，慕尼黑交通公司遂决定继续以奥林匹克购物中心站作为U7线的起讫站。

### U8线
| 路线 | 走向 |
| ---- | --- |
| U8   | 仅周六： 奥林匹克中心 － 佩图埃尔环路 － 沙伊德广场 － 霍恩索伦广场 － 约瑟夫广场 － 特蕾西娅街 － 国王广场 － 火车总站 － 森德灵门 － 夫琅和费街 － 哥伦布广场 － 西尔伯霍恩街 － 翁特贝格街 － 吉兴 － 卡尔·普莱斯广场 － 因斯布鲁克环路 － 米夏埃利游泳馆 － 奎德街 － 新佩拉赫中心 |

U8线的路线标

U8线是一条仅在周六下午开行的加密线。随着2013年12月15日的运行图调整，此前已于周末运行了一段时间、从奥林匹克中心经火车总站至森德灵门的路线，终于获得了独立的路线编号。自2018年12月9日起，路线进一步通往新佩拉赫中心。U8线连接全部三条主线铁路，共设车站19座。在奥林匹克中心至沙伊德广场之间，它与使用1号主线铁路的U3线共线运行；在进一步通往因斯布鲁克环路的过程中，它又与2号主线铁路上的U2并行；然后，它在因斯布鲁克环路转向3号主线铁路，沿着U5线的走向抵达新佩拉赫中心。因此，它早在1980年至1988年间便曾作为U8线（今U2线）的一部分，从奥林匹克中心经由森德灵门运行至新佩拉赫南站。

## 车站

### 结构及配置

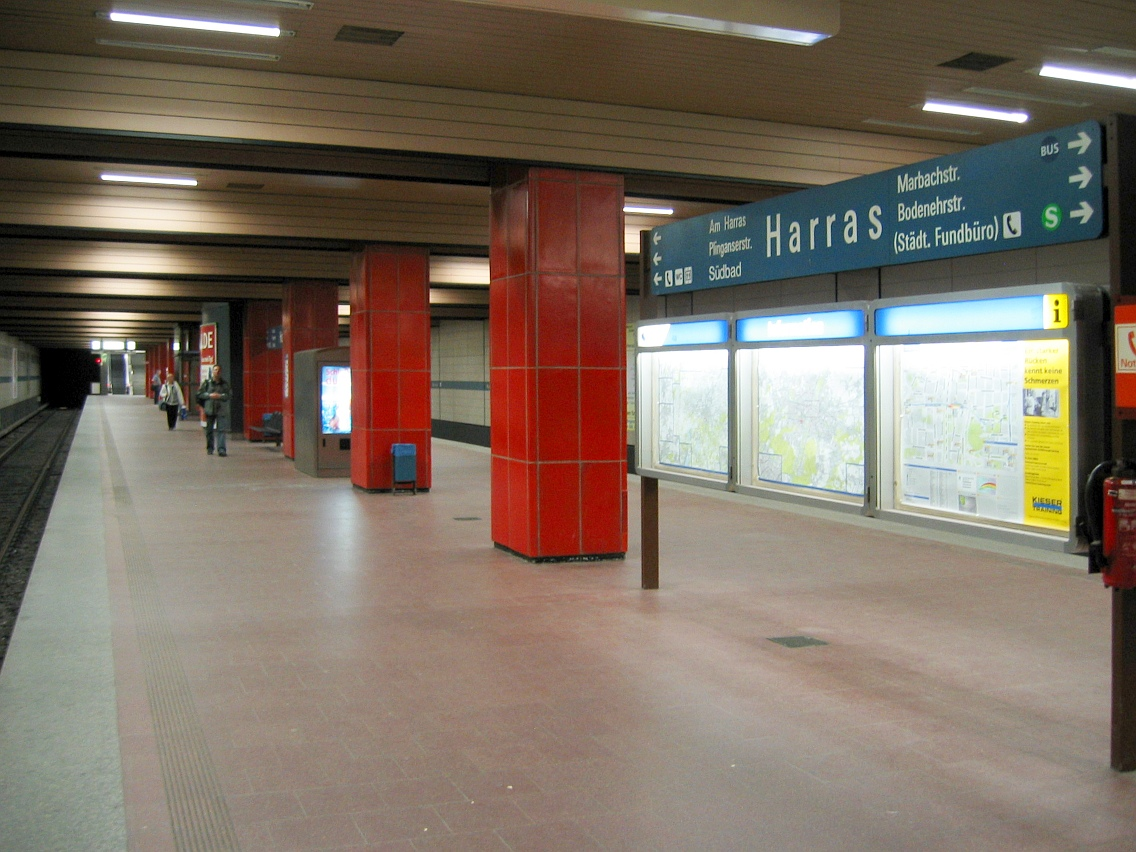
哈拉斯站

除了设于平地层的学生城站、弗莱曼站、松园站、弗略特马宁站、加兴高桥站（均为U6线）以及高架结构的新佩拉赫南站（U5线）之外，慕尼黑地铁的其余所有站点都是单一深层的地下车站。月台长度通常约为120米。所有站点都在月台边缘配备了触感导盲带，较新的站点则配备有从升降机和自动扶梯到月台的整套触觉引导系统。为此，城市公共服务机构曾于1996年获得由巴伐利亚盲人联合会颁发的“融合奖”。
大多数车站均配备双线岛式月台；双线侧式月台车站仅有奥林匹克购物中心站（U1线）、理查德·施特劳斯街站（U4线）、新佩拉赫南站（U5线）、加兴高桥站和西部陵园站（U6线）。两座交叉式车站——沙伊德广场站和因斯布鲁克环路站，以及分岔式的火车总站（地下）、慕尼黑自由广场站和松园站，还有定期在周边举办大型活动的弗略特马宁站，都具备四线接发列车的能力。而分岔式的因普勒街站、马克斯·韦伯广场站和哥伦布广场站则为三线；它们与四线分岔站不同，向城外伸展的路线在这里是共用一条轨道，并至车站之后才分离。
所有车站都会在月台范围内的墙上、部分也会在月台中部以及可能会在到发线之间反复标出站名，它们不是出现在带有相应路线群颜色的常见路线带内，就是出现在同样颜色的面板内。只有U6线于2006年在加兴开通的两座车站背离了这一点：在研究中心站，墙壁上的站名被省略；而在加兴站，站名是以该市标志性的字体风格绘制的，没有进一步通过护壁板突显。
大多数车站都有两个以上相互独立的出入口，所有车站都可通过自动扶梯和无障碍升降机进入。以轨道上缘计起的月台高度为100或105厘米，这样可以快速进入与地面高度相同的列车。大多数车站都设有售货亭或其它摊位以及厕所。在更多的运用车间内则安装有技术运用设施，例如供电用的整流站或是信号技术。
大多数地铁站都有一个或多个夹层，被称为“检票层”。它将多个车站入口与轨道连接起来。仅持有车票或月台票的人士可以进入月台，后者仅适用于进入月台，但无权搭乘地铁。一些地铁站也可以由其检票层直接通往相邻的百货公司，它们包括有玛利亚广场站、慕尼黑自由广场站、火车总站、迪尔费尔街站、卡尔广场（斯塔修斯）站和奥林匹克购物中心站。

### 建筑风格

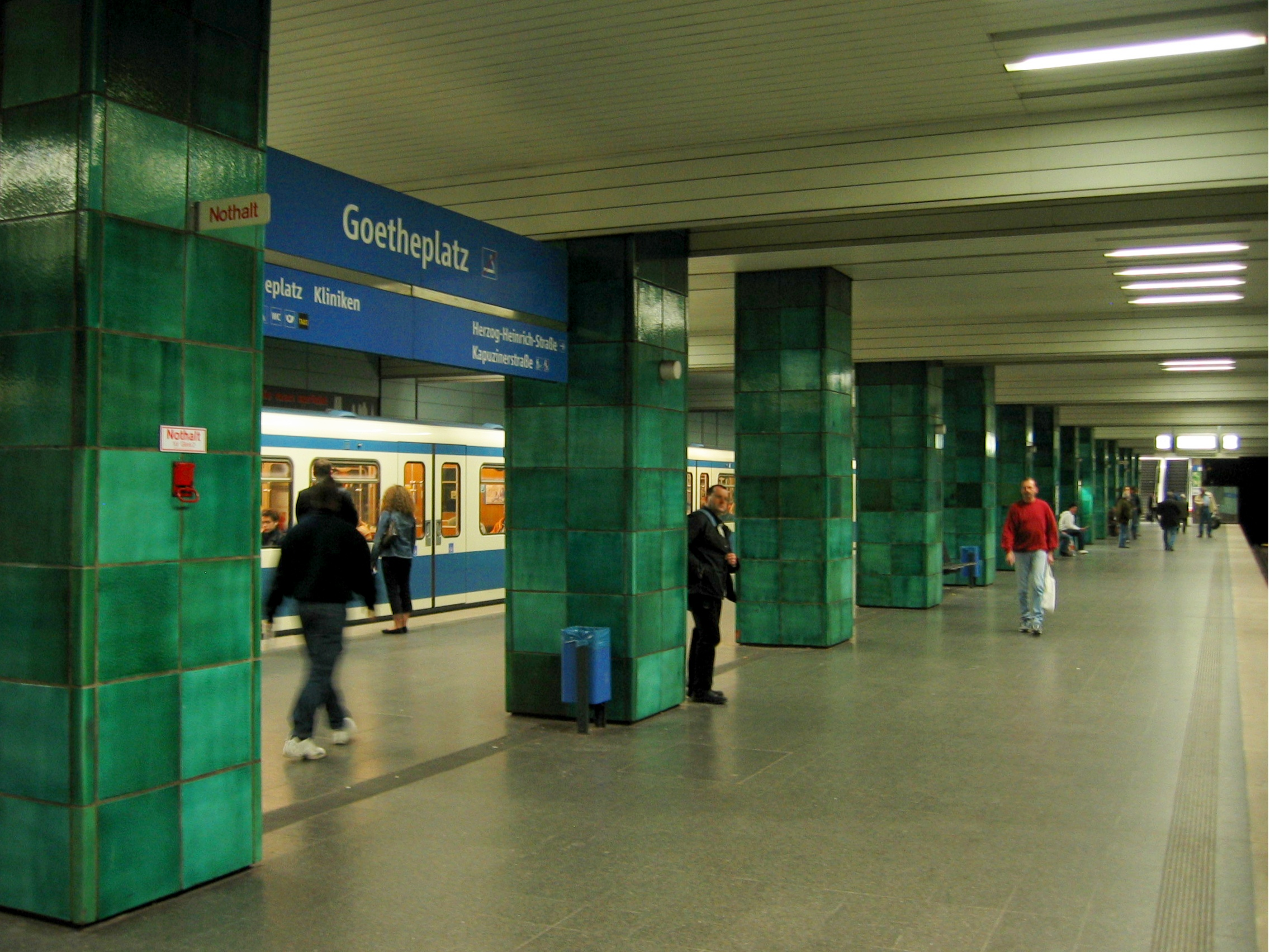
歌德广场站是1970年代地铁采用简单实用设计的一个典型例子

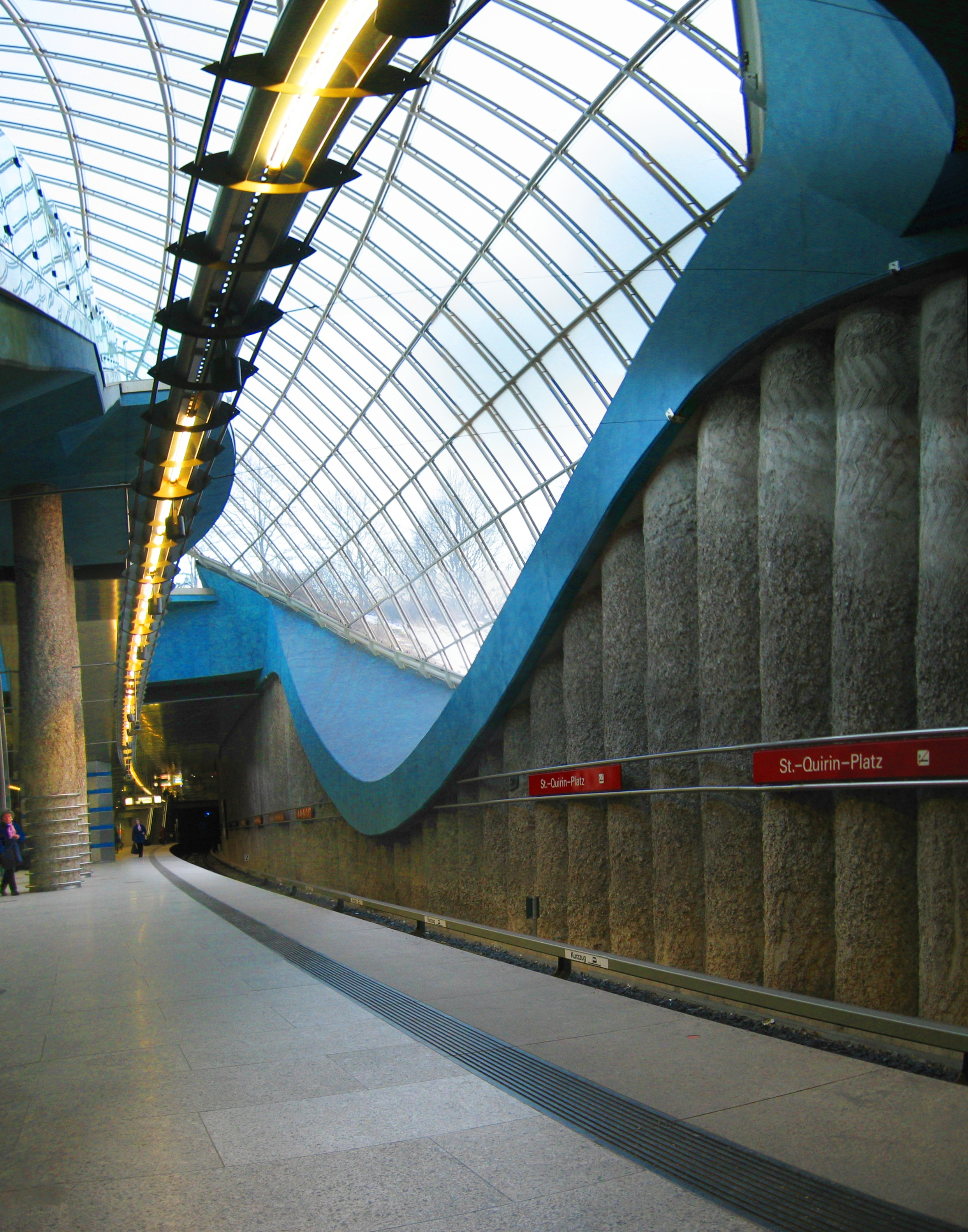
圣奎里站可以看到“外面”

当首座地铁站在1960年代中期进行广告宣传时，许多建筑师对参与其建设的兴趣相当小。以简朴性和功能性为特征的地下建筑被认为是缺乏趣味性和盈利性的。至1980年代，为地铁站塑造一个吸引人的形象需求逐渐增加。明亮的空间应该能够抵消地底下的压迫感。早年塑造的直线几何形状逐渐被曲线形状所取代。在车站的造型上也越来越多的考虑了地表的特征。许多车站的建设是由地铁建设部自己的建筑师进行策划和实施。
在最早建设的U6线当中，老荒原站至哈拉斯站之间的大部分常规车站设计是由保罗·内斯特勒负责。这些相当平整的车站建筑很容易令人想到包豪斯理念，其室内造型具有直线性和功能性的烙印。这些车站可以通过由不同颜色和形状的陶瓷板覆盖的月台支柱以及通过由纤维水泥板制成的不同色调的墙板进行辨认。在慕尼黑自由广场站，由于尔根·赖普卡设计的墙体饰板打破了其它单调的造型。从2008年5月至2009年底，慕尼黑自由广场站进行了修缮，并通过因戈·毛雷尔设计的照明理念而焕然一新。
玛利亚广场旁的中央换乘站也从常规车站的设计中脱颖而出。在这里，著名建筑师亚历山大·冯·布兰卡的事务所赢得了竞争，并以浓郁的橙色、深蓝色和深绿色的色调装点车站。布兰卡还负责从2004年至2006年的车站改造工程：他精心将扩建建筑融入了现有的概念。
通往奥林匹克公园的U3线是在U6线投入运营的几年之后才进行规划和建造，其处理方式与内斯特勒式的常规车站截然不同，后者是由克里斯蒂娜·施塔德勒和瓦基·策尔纳设计为带有墙体浮雕的清水混凝土样式。奥运会的成功申办使这里的设计获得了新的自信。
从沙伊德广场站至新佩拉赫南站的原U8线（如今是U2线至因斯布鲁克环路站，之后是U5线）于1980年通车，它们在造型上非常相似。这里几乎所有的车站都借鉴采用了U6线的基础方案。大多数站点只能从配色和通道设施的类别进行区分。该线路中特别突出的车站是由约瑟夫·维德曼设计的国王广场站：这里会在月台或轨道壁板上直接陈列那些在车站上方的艺术区内展出的艺术品的仿制品和摹本，但仅限于1988年。自1994年以来，在月台上方一个此前从未使用的凹陷空间内，则设立了一个展览空间（艺术室）。兼具换乘功能的森德灵门站和火车总站也进行了重新造型，以凸显其重要性。
自1980年代初以来，人们更加重视造型。通往红十字广场的U1线开始配以棕色调，但无法令业界满意。为迎接1983年国际园艺博览会而建的U6延长线正做得更好，当中的帕特纳赫广场站、西公园站和霍尔茨阿普费尔克罗伊特站采用绿色和黄色调的渐变式造型，令人赏心悦目；这条线路也因此被昵称为“鲜花线”。不久之后落成的U4线和U5线车站在造型上则更为细致。这是有史以来第一次对每座车站都进行独立造型，并且如同四年前已在国王广场站实现的那样——其地表的特色也被融合至造型中。特蕾西娅草坪站的造型倾向于一座啤酒窖。斯塔修斯站内由福尔克尔·桑德尔设计的有轨电车图片展提醒着人们这里是传统的公共交通交汇点。在展览地站（今施万塔勒高地站），墙上的旗帜和展会客商的剪影展现出的是国际风情。即便是建筑材料也发生了变化：最初的人造石、纤维水泥板和混凝土是最受欢迎的元素，后来的钢、铝和玻璃则变得更为重要。
部分月台采用奢华的造型，尤其是轨道背景墙——这是大多数新兴车站的特征。高耸无柱的站厅通常给人一种明亮而友好的空间感。在一些较为浅层的车站，如上草地站、马赫特芬街站（均为U3线）、展览城西站（U2线）和圣奎里站（U1线），日光也被用于室内造型和室内照明。其中圣奎里站是一座建在斜坡上的站点，覆以通透昂贵的屋顶结构。因此，它成为慕尼黑唯一的一座过往乘客可以快速浏览“外部景色”（阿姆霍恩径的绿地）的地铁站。在没有日光可用的情况下，现行的照明方案是通过反射壁和天花板元件的间接人工照明来实现，从而避免了在以往车站照明中统一使用的细长荧光管。

## 历史

### 二战前的规划和建设
早在1905年，就有规划要在火车总站和火车东站以及环绕老城的环线铁路之间建造一条地下铁道，其走向大致与如今的快铁主线铁路相同。但相对于当时的交通量，这项规划显得过于超前，因此很快便被人遗忘。有轨电车网络仍然能够满足当时50万人口规模的城市交通量。自1910年起，一条仅有450米长、自动化的邮政地铁将火车总站与霍普芬街上的邮局连接起来。它仅用于邮件运输。
1928年又涌现出一些取代慕尼黑有轨电车的地铁网络规划，却受挫于当时的全球经济危机。它应该是一个由五条地铁线路组成的网络，与如今的线路分布有一些相似之处。
在从1936年开始的国家社会主义时期内，人们为“运动首都”规划了一个电气化的地铁网络并展开建设，但第二次世界大战的爆发使之全部搁置。如今U6线在森德灵门至歌德广场间的隧道，包括沿途的车站，在当时都已经完成骨架结构，但仍然作为快铁线路的一部分。这就解释了为什么歌德广场站相对恢宏（尤其是检票层入口的建筑风格并不适合如今使用），而如今具换乘功能的森德灵门站的U3/U6线月台却十分局促。
1938年5月22日，隧道的奠基仪式在林德虫街举行，预示着有轨电车时代开始终结。至1941年，骨架建造完工，第一辆动车组也应在同年交付。然而，战时的资源短缺导致了这项工程中止。在战争期间，骨架建筑物被用作防空洞，如今仍然在隧道的内壁中刻有铭文。
战争结束后，隧道的一部分被瓦砾碎片填满，其它部分则作为蘑菇种植区服务了一段时间，但由于地下水的渗漏，这一路段在慕尼黑地铁历史的早期无法使用。

### 二战后的规划
战争结束后不久，慕尼黑市议会便投票通过了在慕尼黑构建快捷铁路系统的议案，但直至1953年，随着“慕尼黑高架及地下铁路建设研究协会”的成立，新的规划阶段才得以开始。然而，头等紧迫的是恢复有轨电车网络运营，因此并没有资金可供地铁使用。在地铁规划被冷落的同时，地面交通占用的运输空间却越来越多，内城的有轨电车也愈加频繁的被堵在道路上。有轨电车的平均速度只有4－13公里/小时，但卡尔广场至玛利亚广场间每小时会有62列有轨电车经过。在1950年代后期，慕尼黑的人口数量以年均5万人的速度急剧增长，至1958年，慕尼黑已拥有100万居民，而机动车数量的增加也是导致交通混乱的重要原因之一。
此外，在火车东站至火车总站间的东西向线路应该由快铁或是地铁运行仍然存在争议。双方直至1963年才达成一致，这条“经典线路”被纳入快铁。在很长一段时间内，即便是关于南北向地铁应该在卡尔广场（即城市的当代交通中心）还是玛利亚广场（历史中心）与快铁交会也存在争议。最终，选择落在了玛利亚广场，以便将未来数十年的城市设计能够聚焦在历史中心实施。
在1959年代中期，慕尼黑交通规划协会提出了四条直径线（以A、B、C、D命名）的方案，它将城市分为八个区段，并具备了当今路线网络的一些基本要素。
- A线（东西线）：帕兴 － 莱姆 － 韦斯滕德 － 卡尔广场（换乘B线） － 玛利亚广场（换乘C线） － 火车东站 － 莱姆畔山；
- B线：莫萨赫 － 格恩 － 红十字广场 － 施蒂格迈尔广场 － 卡尔广场（换乘A线） － 音乐厅广场 － 马克斯·韦伯广场 － 博根豪森 － 察姆多夫 － 里姆；
- C线（南北线）：弗莱曼 － 慕尼黑自由广场 － 玛利亚广场（换乘A线） － 歌德广场（已于1938－1941年间建成，换乘D线） － 哈拉斯 － 森林陵园；
- D线（第二南北线）：哈特畔居民区 － 沙伊德广场 － 伊丽莎白广场 － 火车总站 － 歌德广场（换乘C线） － 吉兴。

各种不同的规划方案在1955年至1959年间起草，其中包括设立一条浅层地下铁道，这样有轨电车路线可以基本保留，但在内城应有一条地下线路。1959年12月15日，市议会决定用这个由17公里长的隧道组成的地铁-电车网络在未来几年逐步取代内城的有轨电车，而近郊则应以类似于城铁的概念继续在既有的地面线路上行驶。
市议会于1963年还批准了另外一项总体交通规划，该规划提出除了建造一条连接线（今快铁主线）外，还应在内城建造总长度为35公里的四条地下隧道线路，并自1990年起改造为实际的地铁。在那之前，应该使用有轨电车进行运营。1963年，巴伐利亚州、慕尼黑市和德国联邦铁路组成了一个共建委员会，旨在成立地铁的建设和融资公司、制订财务计划、争取联邦政府作为项目的合作伙伴并共同规划地铁。
1964年1月15日，直接隶属于市长的地下公交系统建设促进局（Amt zur Förderung des Baues unterirdischer Massenverkehrsanlagen）成立，并在两年后改制为市政部门。同样在1964年，当局决定立即在哈拉斯至弗莱曼之间建造U6线作为地铁，并重新审查其它线路的规划。城市日益增长的公路交通量最终促使慕尼黑市议会于1965年6月16日通过了首个地铁路线网络的草案。该规划草案仍然拟定有四条主线，它们应在近郊进行分解。此外，该网络的大部分内容尚未与如今实际实现的网络达成一致。当时所规划的路线为：
- U1线：莫萨赫 － （达豪街） － 火车总站 － 歌德广场 － 哥伦布广场 － 吉兴 － 新佩拉赫中心
- U2线：阿马莉堡街 － 红十字广场 － 火车总站 － 歌德广场 － 哥伦布广场 － 哈拉兴医院 － 大黑塞洛赫桥
- U3线：海德曼街 － 沙伊德广场 － 慕尼黑自由广场 － 玛利亚广场 － 歌德广场 － 菲尔斯滕里德街 － 布鲁门瑙
- U4线：帕兴 － 莱姆广场 － 海梅兰广场 － 火车总站 － 戴蒂尼街（玛利亚广场北） － 马克斯·韦伯广场 － 阿拉贝拉公园 － 圣埃默拉姆
- U5线：帕兴 － 莱姆广场 － 海梅兰广场 － 火车总站 － 戴蒂尼街（玛利亚广场北） － 马克斯·韦伯广场 － 洛伊希滕贝格环路 － 圣法伊特街 － 森林特鲁德灵
- U6线：松园 － 慕尼黑自由广场 － 玛利亚广场 － 歌德广场 － 哈拉斯 － 森林陵园 － 大哈登
- U8线：哈森贝格尔 – 哈特畔 － 特蕾西娅街 － 卡尔广场（斯塔修斯） － 森德灵门（4号主线铁路） － 嘉布遣街（U1/U2线交会站） － 塔尔基兴 － 埃登巴赫街 － 菲尔斯滕里德西

对于地铁环线的设想很快就被否决，因为相关的切线客流量太低，然而当局在修建罗森海姆广场站的快铁主线时曾有过类似考量，因为当地不具备建造交会式车站的条件。如今，有轨电车占据了大部分的切线车流，这便是采纳了地铁环线的概念。

### 首条线路的建设和通车
1965年2月1日，慕尼黑市和巴伐利亚州政府成立了慕尼黑隧道公司（Münchner Tunnelgesellschaft，简称MTG），以协调地铁以及快铁主线隧道的融资。负责地铁规划和建设的则是新成立的地铁局（U-Bahn-Referat）,由克劳斯·齐姆尼奥克博士领导和推进。

#### 1965年至1972年的建设工程

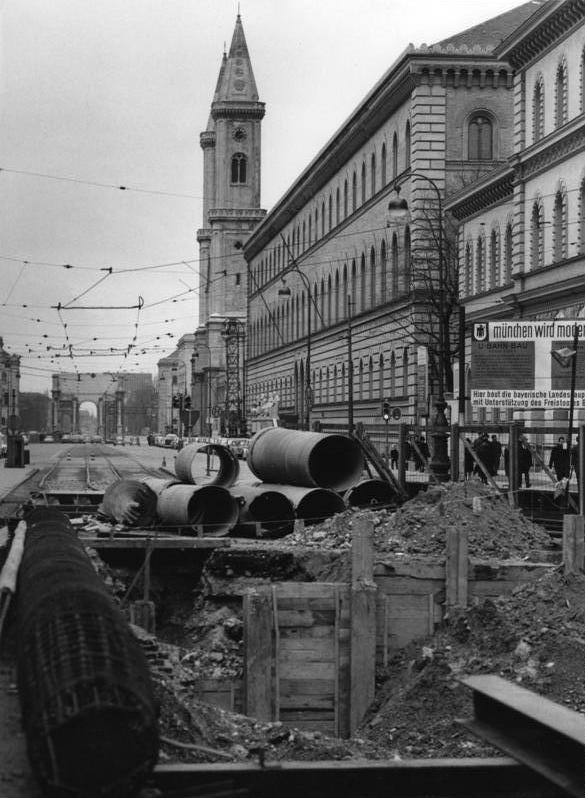
路德维希街的地铁建设（1967年）

慕尼黑地铁的建设同样始于1965年2月1日，时任巴伐利亚州州长的阿尔方斯·戈佩尔和慕尼黑市长汉斯-约亨·福格尔，出席了当天在北部陵园的地铁站工地（当时仍被称为“申肯多夫街”）举行的奠基仪式。第一条13.2公里长的地铁线路在松园至哈拉斯之间共设有12个地下和3个地上车站，计划于1974年完工。
1966年4月26日，1972年夏季奥运会的主办权被授予慕尼黑，加速了地铁计划的实现。慕尼黑市必须在最短的时间内建立起一个高效的交通网络。市议会于1966年4月6日决定对此前的规划作出修订，并优先考虑通往奥运场地的地铁线路，以至于这里的建设工程得以于1967年5月10日便展开。然而，包含因普勒街站和哈拉斯站在内的一条2.7公里路段建设则因此而被推迟。
早在1967年夏天，地铁车辆的原型车便可以在老荒原站至学生城站之间的路段上进行首次试运行。车务工作暂时在老荒原站的北侧进行。未来车辆的三台原型车的第一轮运转仍然是在有轨电车的机务段内，直至1967年
才终于驶入地铁轨道。1969年，通往北部车辆段（位于弗略特马宁）的线路已经可以通行。在弗莱曼站的南侧也建立了与德国联邦铁路网络的轨道连接，未来所有的地铁车辆都可经此交付。

#### 1971年和1972年的通车
1971年10月19日，第一条慕尼黑地铁U6线开始在松园至歌德广场间的10.5公里线路上投入载客运营，比原计划提前了将近三年。这是继柏林（自1902年2月18日起）和汉堡（自1912年2月15日起）之后，德国第三个开通的地铁网络。然而，纽伦堡地铁与慕尼黑几乎同时获批，并且已经在建设中（1972年3月1日投入运营），它与慕尼黑拟定的系统非常近似。这使得早年的慕尼黑和纽伦堡每当发生车厢不足的情况时，会反复“借用”彼此的车辆。后来，随着双方根据各自特有的需求进行改造，此后车辆的进一步顺利交换难以为继。
1972年5月8日，一条4公里长、通往奥林匹克公园的慕尼黑自由广场－奥林匹克中心支线（“奥林匹克线”）建成通车，并由第二条地铁U3线（也是自歌德广场）提供运营。与十天前投入运营的快铁相结合，慕尼黑为奥运会期间的来客做好了准备。从1972年8月26日至9月11日，U3线是以5分钟间隔的频率运行，在一些重大奥运赛事进行期间则会进一步压缩为每2分半钟一班。在17天内，慕尼黑地铁共发送旅客达400万人次。为了加密运营，当局从纽伦堡交通股份公司借用了四组DT1型列车，它们与慕尼黑的A型车大致相同。

#### 1975年和1978年的扩展
1975年11月22日，从歌德广场至哈拉斯的U3和U6延长线建成通车，从而宣告了第一条主线铁路的完工。在因普勒街站建造的第三条轨道于此后的14年间都没有使用。这项预备工程直至1989年才有实际需求，为的是将运行于U3线南部分支的列车引入主线。此外，这里还为通往规划中第三条主线铁路（今U4/U5线）的连接隧道预留了支线。
1978年5月28日，在歌德广场至因普勒街之间后续建造的波契街站建成通车。由于当地规划的城市快速路最终未能建成，导致该站的建设被推迟；而由于必须在U3线和U6线持续交替运行的情况下完工，使得车站带有大量的柱梁。

### 网络扩张的主要阶段
地铁局于1970年10月7日决定，仅建造三条而不是四条主线铁路通过市中心，并且每条主线都应绑定两条来自近郊的路线分支。究其原因，一方面是在建筑密集的历史内城展开地下工程的成本过高，另一方面则是通过减少换乘连接能够获得更好的浸润效果。此外，还应避免过度开发过多的线路。根据地铁局的研究，主线数量的减少大大提高了线路的经济性，而通过路线绑定则可减轻内城的换乘负担。此举应可节省约5亿马克的资金。
当时规划的路线网络在接下来的二十年间完全实现了其基本特征，只有在近郊才发生变化。该网络的核心是由火车总站、音乐厅广场站和森德灵门站组成的内城三角区，以及包括卡尔广场站和玛利亚广场站在内的周边车站，它们使得所有路线和快铁主线之间都可拥有最优化的换乘关系。当时的核心目标是分为三个中期方案实施，这些方案在2006年已基本完成。

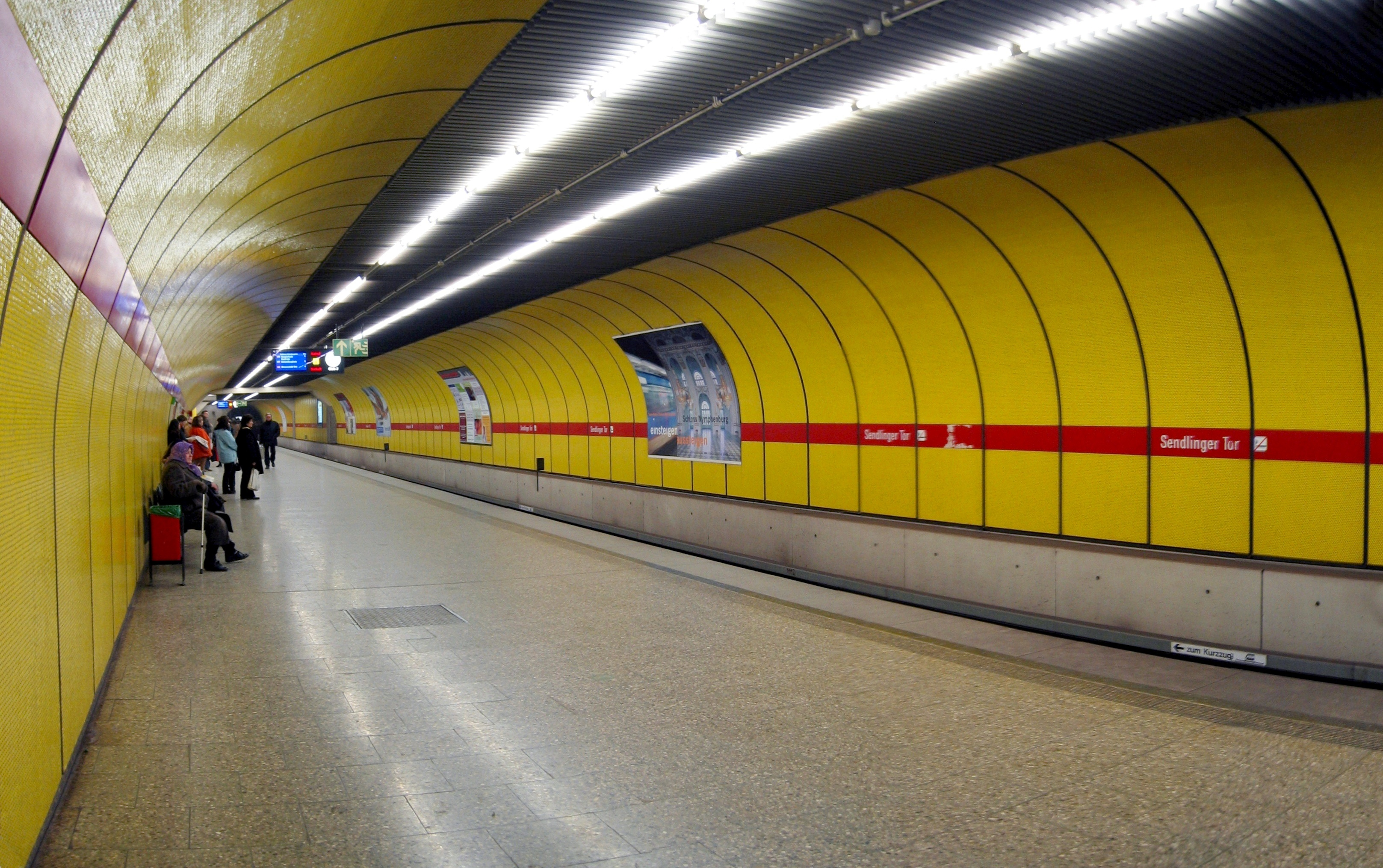
森德灵门站

自1970年代初以来，地铁也开始在内城的其它更远地方开展建设。火车总站广场多年来一直是个主要的建筑工地，因为这里有一个四层的立体交叉构筑物供快铁主线、地铁U8/U1主线（今U1/U2线）和未来的U5/U9主线（今U4/U5线）交会。构筑物的宽度和深度决定了其必须采用地下连续墙的切割覆盖建筑法，首先创建构筑物的侧壁和顶盖，然后才是从上至下的各个楼层。在有奥林匹克新线路汇入（同时也相交）的沙伊德广场至新建有大型居民区的新佩拉赫之间，工程机械经由火车总站、森德灵门、吉兴和米夏埃利游泳馆一直挖掘至新佩拉赫南站，并在那里建造了第二座大型车辆段。这一路段于1980年10月18日通车，并以约16公里的距离而成为慕尼黑地铁迄今最长的一部分。
在新佩拉赫的新建大型居民区内设立地铁连接并不是无可争议的，德国联邦铁路更倾向于通过其快铁的隧道线路实现连接，为此，它们甚至在后来接入这条路线的隧道、即罗森海姆广场至火车东站之间的路段进行了扩径。这场争端最终以利于地铁而结束，但导致地铁第二主线的规划和建设被推迟，并直至1980年才能够通车。
为了配合在西公园举办的1983年国际园艺博览会，U3和U6线于1983年4月16日通过三座车站延伸至霍尔茨阿普费尔克罗伊特（“鲜花线”），而在几周后的5月28日，U1线往红十字广场的支线也投入运营。在距离首次通车仅十二年的时间里，内城和个别近郊已开辟出总长度为40公里的两条主线铁路和四条路线，尽管如此，扩张仍在继续。
1984年3月10日，供U5和U9线（今U4/U5线）使用的3号主线铁路开通了从韦斯滕德街至卡尔广场的首段运营。由于该路段尚未与网络的其它部分、尤其是未与设在弗略特马宁的技术基地建立连接，因此在特蕾西娅草坪下方建造了一条带双线存车设施的隧道，并通过这条末端线路与因普勒街站相连，进而连接至地铁网络的其它部分。该专用线迄今仅在地铁施工需要绕道的情况下才会用作载客运行。

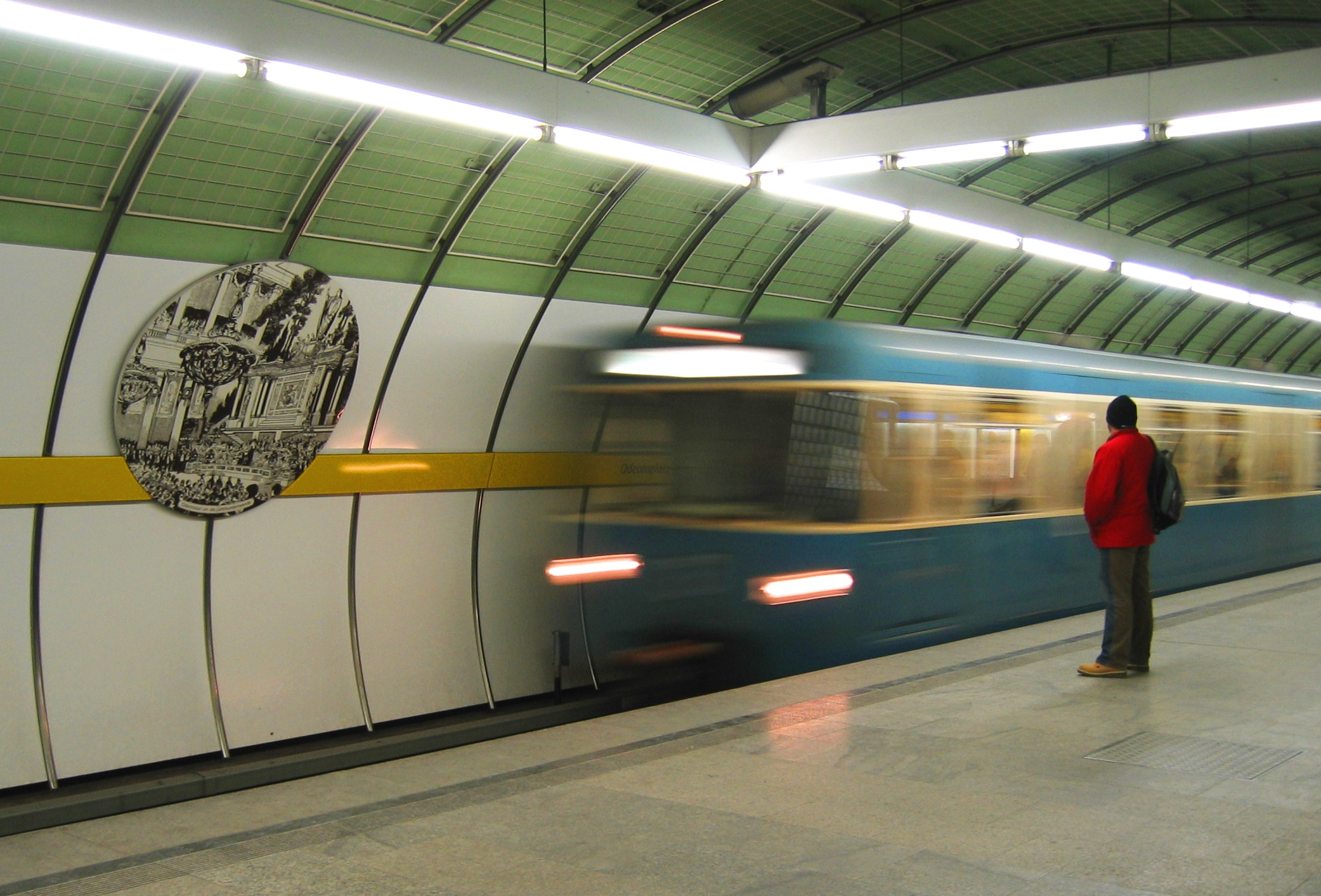
音乐厅广场站

U5线发展迅速，它于1986年3月1日已能够接入音乐厅广场站，并与供U3和U6线使用的主线铁路交会；1988年3月24日，该路线在西部又通过两座车站延伸至莱姆广场。同年10月27日，经由马克斯·韦伯广场分别通往因斯布鲁克环路和阿拉贝拉公园的两条路线分支终于通车。自此开始直至1999年，U5线都是与U2线共用线路通往新佩拉赫南站。这次通车也是U4和U5线迄今的最后一次。有扩展计划向西通往帕兴或布鲁门瑙，以及U4线向东延长至英戈沙金。然而， 鉴于预算紧张和利用率相对较低，这两个建设项目在中期内都不可能实现。此外，在帕兴至火车总站间已有四条快铁线和一条有轨电车线提供运营。

### 进一步扩建为现今网络
大约一年后，在1989年10月27日，从因普勒街至福斯滕里德大道的U3线南部分支建成通车，通往霍尔茨阿普费尔克罗伊特的路段自此由U6线单独使用。1991年6月1日，路线进一步延长至菲尔斯滕里德西站，那里至今仍是U3线的南端终点。U2和U6线的两条主干线于1993年得到延长：自5月22日起，U6线在南部可以运行至现时的终点站大哈登医院；自11月20日起，U2线在沙伊德广场分岔向南，并以迪尔费尔街作为其临时终点站。U6线于1994年6月30日再度延长，这次是在北部，增加一站至弗略特马宁。车站附近并未辟有住宅区，但在技术基地旁建立了一座大型停车换乘场，鼓励汽车驾驶者不要通过9号高速公路，而是通过换乘地铁去往市中心。然而从2002年至2005年间，旧的弗略特马宁站被拆除，以便更好的开辟安联竞技场；一座全新的四线车站则在原址上建成。此外，许多国际长途巴士路线的起点也从市内搬迁至此。

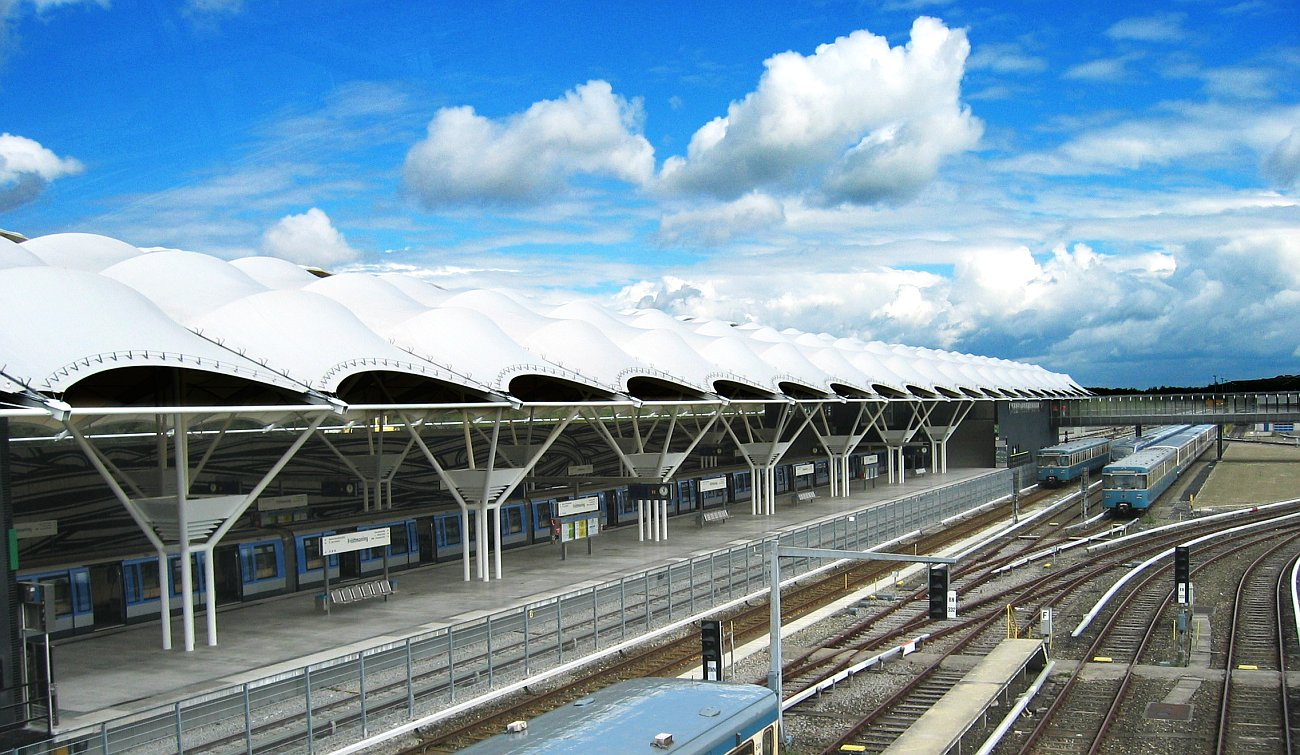
2005年的弗略特马宁站

自1980年代以来，北邻慕尼黑的城市加兴已经成为众多研究机构的集中地，因此U6线有计划延伸至此。U6线的第一步是在1995年10月28日运行至加兴高桥，成为慕尼黑首条以及迄今唯一一条穿越市界的路线。进一步通向加兴研究中心的线路则是在2006年10月建成通车。
1996年10月26日，U2线向北增加两站延长至快铁费德莫兴站，1997年11月9日起又沿U1线的南部分支通抵曼格法尔广场。半年后，即1998年5月23日，U1线的北部分支增加两站延伸至西部陵园。在这些以及大部分自1990年代初以来通车的路段中，地铁局也更多的考虑到车站的设计，令每座车站都有了自己的特色。例如，费德莫兴站的墙饰面反映了当地的乡村生活，迪尔费尔街站和坎迪广场站则比其它大多数车站更为色彩亮丽。
在这些网络扩张的同时，是大量的有轨电车线路被迫关闭，其中包括整个西南路网和通往哈森贝格尔的城铁线。直至1980年代，政客们仍然有意用地铁完全取代有轨电车网络，直至1990年代初才重新对此进行反思。这将有助于有轨电车的复兴，并成为地铁的有益补充。
1999年9月25日，随着U2线从因斯布鲁克环路经由特鲁德灵延伸至里姆的新展览场地，再有一条线路分支宣告通车。这条近8公里长的路段建设工程因受到1994年在特鲁德灵发生的严重事故而被推迟。当时，一辆公共汽车冲入了未来地铁站的坑道，有多名乘客在坑口死亡。这一事件使得工期延长，并大大增加了这条线路的建设成本，因此当新展览场地开幕时，只能提供大量的巴士穿梭接送服务作为公共短途客运连接。为了控制建设成本，这些车站均是以“精炼的骨架结构”风格建成。

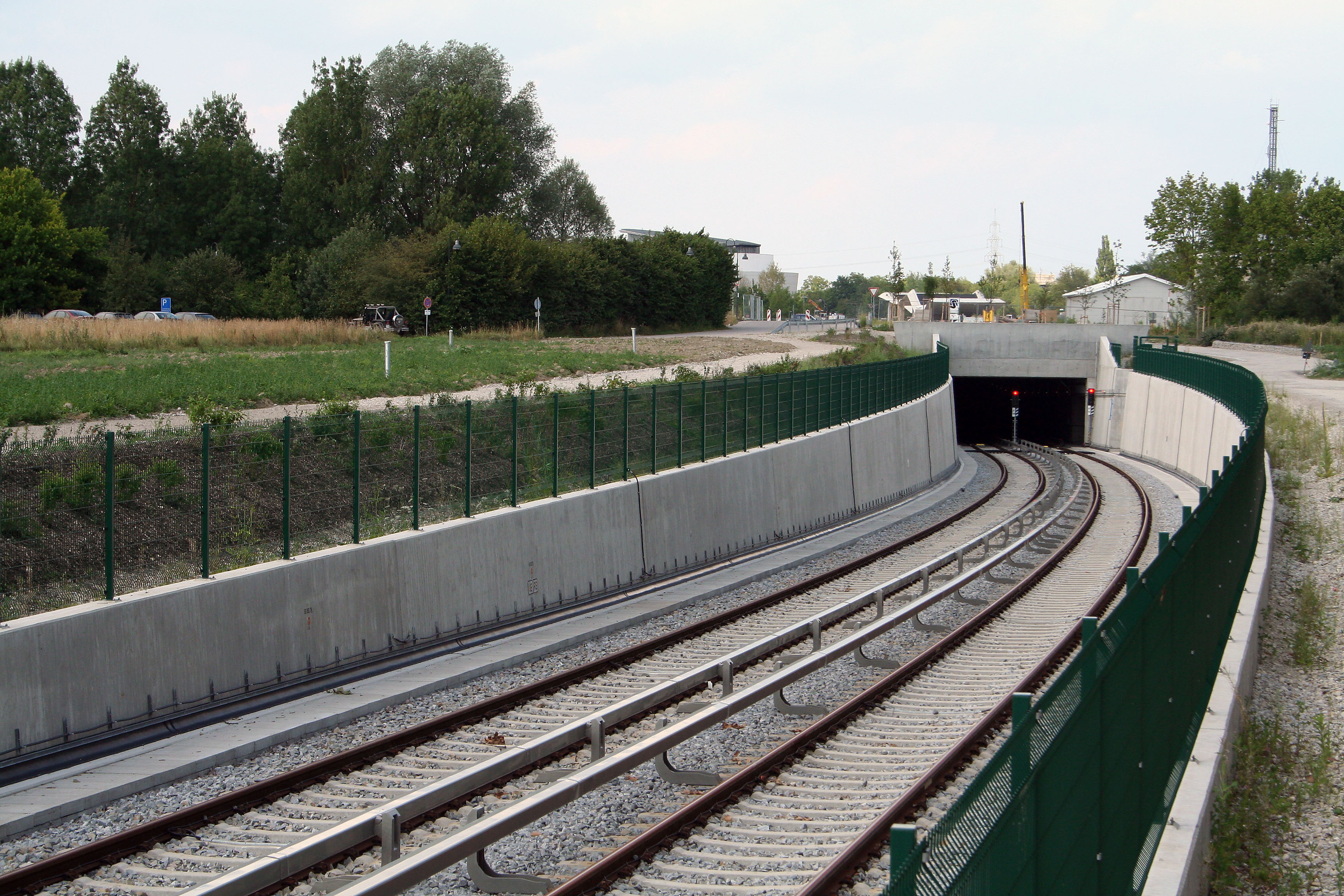
U6线通往加兴研究中心站的隧道入口

2006年10月14日，U6线延长至加兴研究中心站，使得通往加兴市、以及加兴研究场所内的大学和研究机构的交通技术得到显著优化，因为以往，这里只有通往伊斯马宁或加兴高桥的巴士连接。这个延伸是必要的，因为近几十年来已有越来越多的研究所在研究中心落户，其中大多来自慕尼黑工业大学。与此同时，正有超过10000名大学生和职员在此工作，使得巴士及私人运输的发展已达到其容量限制。
在加兴高桥站之后，是一条通往加兴市地下的斜坡隧道，其中在离地17米深的矿井式建筑中建造了两个以横接巷道相连的月台，与特鲁德灵站类似。离开市区约3公里后，线路会再次从地底钻出，并至距离研究场所的地下车站约1000米之前都沿着旷野在地面伸展。在加兴本身的下方以及研究场所下方，轨道是铺设在弹性支撑的道床上，以便使当地居民和研究机构那些敏感的测量装置不会受到振动影响。在高桥站至加兴站之间的路段使用了下碎石垫，因此只有较低的阻尼。地上路段则没有阻尼。

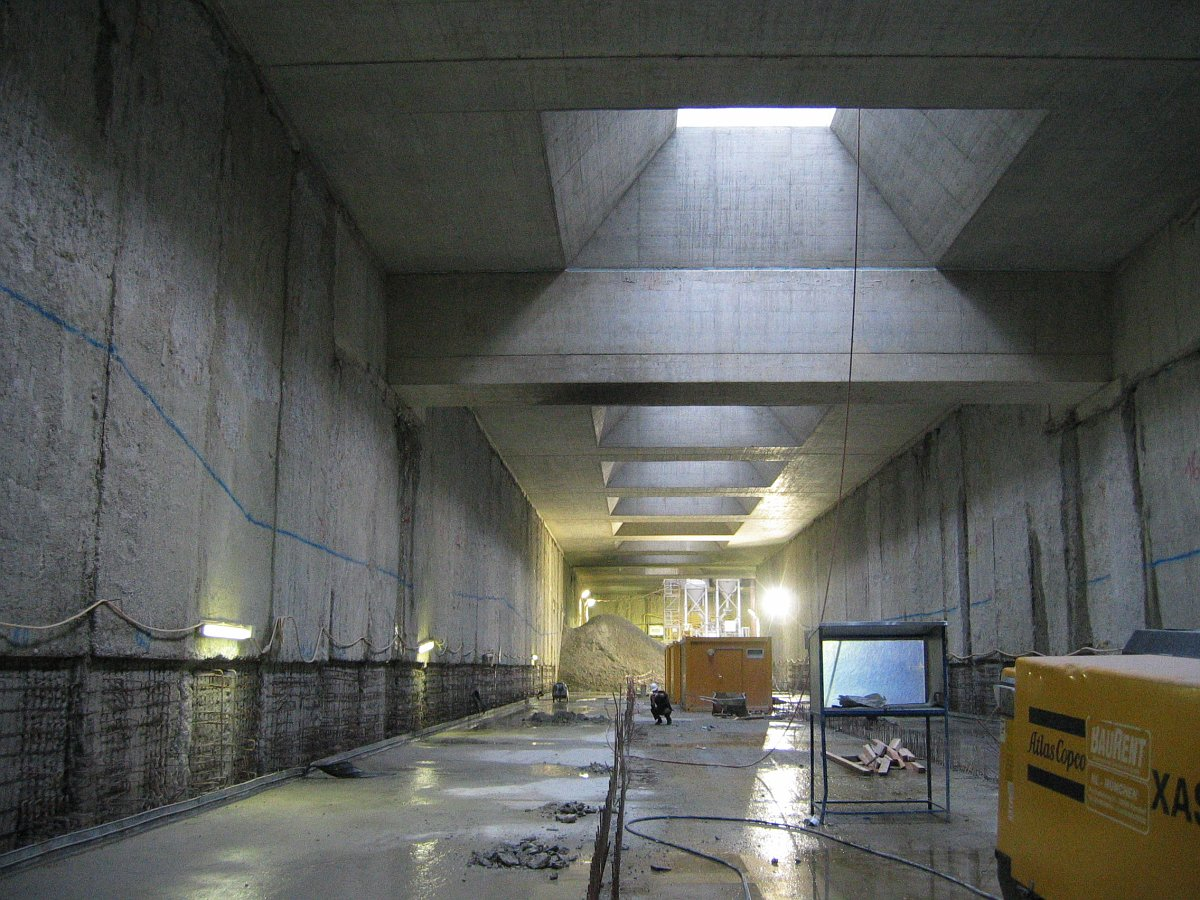
上草地站在2004年的改造期间

市建设局地铁建造部门此时的活动主要集中在莫萨赫区：U3线和U1线都应在此作进一步延伸。起初是U1线于2003年10月18日延长至格奥尔格·布劳赫勒环路，一年后的2004年10月31日，它终于通达奥林匹克购物中心，而U3线也已在这座交会站的下方完成了骨架结构。U3线于2007年10月28日通往奥林匹克购物中心，自2010年12月11日起，它则进一步延长至快铁莫萨赫站。
通往莫萨赫的线路被长时间推迟源于这样一个事实，即U1或U3线是否应该铺设至莫萨赫站长期存在分歧。线路的走向和车站的位置也引发了许多争议，并直至后期才得到解决。设于奥林匹克购物中心的交会站是最昂贵的解决方案，但也是运输效益最大的方案。
从中期来看，仍有一些线路和个别车站有待扩展，但大部分线路都必须跨出市界并进一步渗透入周边地区。

### 老旧设施的修缮
一些已有数十年历史的建筑物也需要进行视觉和功能性翻新。慕尼黑交通公司以及建设局便需要继续从事于混凝土修补和技术更换（如大量的自动扶梯）工作。诸如随后在玛利亚广场站增设月台隧道的改造工程就有着与建造新站相似的工作量，尤其是因为它们必须在地铁正在运营的同时进行。至2008年底，新佩拉赫南站开始进行基础性翻修和现代化改造，这对日常运营也造成了影响。此外，弗莱曼站也进行了修缮。它获得了一个新的屋顶结构，并成为慕尼黑地铁最后一座实现轮椅人士可通过升降机出入的车站。从2008年5月至2009年底，慕尼黑自由广场站同样进行了全面翻新和现代化改造。
继卡尔广场站的检票层完成现代化之后，火车总站的夹层也自2011年中期展开改造。由于潮湿，特别是融雪盐残留的侵蚀所造成的建筑物料老化，使得建筑的围护结构和配筋都在地铁运营期间得到更新。现代化的火车总站夹层于2014年2月开放。

### 原有路线
U1线（1980年）
1980年10月19日，U1线于高峰时段作为新设U8线（今U2线）的加密路线而在火车总站至因斯布鲁克环路站之间开行。几个星期后，它因运行图问题（在火车总站的换向时间过短）而停运。当时一些德国报纸甚至将此报道为新设地铁路线的停运。
U5线（1972－1973年）
在慕尼黑地铁投入常规运营之处，在慕尼黑自由广场站至歌德广场站之间曾有一条临时开行的加密性U5线。经过一年多时间，该线于1973年7月2日关闭，其行程被整合至U6线。
U7线 （1999－2006年）
这条加密线仅于周一至周五的高峰时段在红十字广场站至哥伦布广场站之间运行（全部使用U1线交路，通常为短编组），于大型展会期间则会额外运行至展览城东站（自哥伦布广场站起使用U2线交路，通常为长编组）。它是在1999年随着U2线往展览城东站的延长段建成通车而设立的。这条U7线于2006年12月8日被撤销，取而代之的是U1线于高峰时段在西部陵园站至森德灵门站之间的发车间隔被加密至5分钟一班。
至2011年12月12日的运行图调整，U7线在西部陵园站至新佩拉赫中心站之间重新开行。
U8线（1980－1988年）
从1980年至1988年，如今的U2线是使用U8线的编号。其当时的运行区间为奥林匹克中心站至新佩拉赫南站。
U8线（1999－2006年）
在2006年12月9日之前，U8线都是哈特霍夫站至新佩拉赫中心站之间的加密线编号，它是随着U2线往展览城东站的延长段建成通车而设立的。它从费德莫兴站至因斯布鲁克环路站是经由U2线的交路运行，从因斯布鲁克环路站至新佩拉赫中心站则是使用U5线的交路。U8线于周一至周五的高峰时段开行，但周五只在上午。该线是为了填补U2线在因斯布鲁克环路至新佩拉赫南站之间的空白。
在周五下午（以及其它工作日的个别开口运行中），U8线是自奥林匹克中心站始发。然后它会行经全部三条主线铁路：从奥林匹克中心站至沙伊德广场站是使用U1线的交路，接下来至因斯布鲁克环路站是经由U2线的交路，从那里至新佩拉赫中心则是行驶在U5线的交路上。
2005年12月18日，U8线缩短其北端终点，自此不再经由费德莫兴－哈特霍夫区间运行。为此，U2线则在北端设立高峰时段每10分钟一班的开行频率。2006年12月8日，当时运行于哈特霍夫站和新佩拉赫中心站之间的U8线宣告停运。作为替代，U2线在高峰时段会以5分钟一班的间隔服务于哈特霍夫至展览城东站路段。
U2E/U8线
自2006年12月起，加密线于每个周五下午（学校假期除外）会在哈特霍夫站至新佩拉赫中心站之间开行，假期周五则会在米贝茨霍芬站至哥伦布广场站之间开行。在慕尼黑交通及资费集团的在线时刻表中，它被称为U2E线。但在车辆和车站中，它被部分标识为U8线。根据路线走向，相关列车在因斯布鲁克环路站会停靠U2线所在的轨道，然后再继续开往新佩拉赫。至2012年12月12日的调图后，加密路线被缩短至因斯布鲁克环路站终到，并纳入U2线的运行图。

### 线路及路线沿革
路线网络的变化，其中既有路段改由其它路线运行的以斜体显示。灰色框表示路线已撤出该路段。
| 通车日期       | 地铁路线 | 路段                                                           | 线路长度 | 新建车站 |
| -------------- | -------- | -------------------------------------------------------------- | -------- | -------- |
| 1971年10月19日 | U6       | 松园 － 歌德广场                                               | 12.0公里 | 13       |
| 1972年5月8日   | U3       | 慕尼黑自由广场 － 奥林匹克中心                                 | 4.0公里  | 4        |
| 1972年5月8日   | U3       | 歌德广场 － 慕尼黑自由广场                                     |          | 4        |
| 1975年11月22日 | /        | 歌德广场 － 哈拉斯                                             | 2.7公里  | 2        |
| 1978年5月28日  | /        | 波契街                                                         | 0.0公里  | 1        |
| 1980年10月18日 | /        | 火车总站 － 因斯布鲁克环路                                     | 16.0公里 | 18       |
| 1980年10月18日 | U2       | 火车总站 － 沙伊德广场                                         | 16.0公里 | 18       |
| 1980年10月18日 | U2       | 因斯布鲁克环路 － 新佩拉赫南                                   | 16.0公里 | 18       |
| 1980年10月18日 | U2       | 沙伊德广场 － 奥林匹克中心                                     |          | 18       |
| 1983年4月16日  | /        | 哈拉斯 － 霍尔茨阿普费尔克罗伊特                               | 2.7公里  | 3        |
| 1983年5月28日  | 西       | 火车总站 － 红十字广场                                         | 3.3公里  | 3        |
| 1984年3月10日  | U5       | 韦斯滕德街 － 卡尔广场（4.6公里） + 往 / 的连接轨道（1.4公里） | 6.0公里  | 6        |
| 1986年3月1日   | U5       | 卡尔广场 － 音乐厅广场                                         | 0.7公里  | 1        |
| 1988年3月24日  | U5       | 韦斯滕德街 － 莱姆广场                                         | 1.4公里  | 2        |
| 1988年10月27日 | /        | 音乐厅广场 － 马克斯·韦伯广场（1.9公里）                       | 7.7公里  | 7        |
| 1988年10月27日 | U5       | 马克斯·韦伯广场 － 因斯布鲁克环路（2.2公里）                   | 7.7公里  | 7        |
| 1988年10月27日 | U4       | 马克斯·韦伯广场 － 阿拉贝拉公园（3.6公里）                     | 7.7公里  | 7        |
| 1988年10月27日 | U5       | 因斯布鲁克环路 － 新佩拉赫南                                   |          | 7        |
| 1988年10月27日 | U4       | 音乐厅广场 － 莱姆广场                                         |          | 7        |
| 1988年底       | 运用车间 | 延伸至技术基地                                                 | 0.3公里  |          |
| 1989年10月28日 | 南       | 因普勒街 － 福斯滕里德大道                                     | 6.1公里  | 6        |
| 1989年10月28日 | 南       | 因普勒街 － 霍尔茨阿普费尔克罗伊特                             |          | 6        |
| 1991年6月1日   | 南       | 福斯滕里德大道 － 菲尔斯滕里德西                               | 1.9公里  | 2        |
| 1993年5月22日  | 西       | 霍尔茨阿普费尔克罗伊特 － 大哈登医院                           | 2.9公里  | 3        |
| 1993年11月20日 | 北       | 沙伊德广场 － 迪尔费尔街                                       | 5.0公里  | 5        |
| 1993年11月20日 | 北       | 沙伊德广场 － 奥林匹克中心                                     |          | 5        |
| 1994年6月30日  | 北       | 松园 － 弗略特马宁                                             | 1.0公里  | 1        |
| 1995年10月28日 | 北       | 弗略特马宁 － 加兴高桥                                         | 3.8公里  | 1        |
| 1996年10月26日 | 北       | 迪尔费尔街 － 费德莫兴                                         | 1.9公里  | 2        |
| 1997年11月8日  | 南       | 哥伦布广场 － 曼格法尔广场                                     | 3.6公里  | 4        |
| 1997年11月8日  | 南       | 哥伦布广场 － 因斯布鲁克环路                                   |          | 4        |
| 1998年5月23日  | 西       | 红十字广场 － 西部陵园                                         | 2.0公里  | 2        |
| 1999年5月29日  | 东       | 因斯布鲁克环路 － 展览城东                                     | 7.7公里  | 6        |
| 1999年5月29日  | 东       | 因斯布鲁克环路 － 新佩拉赫南                                   |          | 6        |
| 1999年12月     | 西       | 韦斯滕德街 － 莱姆广场                                         |          |          |
| 2003年10月18日 | 西       | 西部陵园 －格奥尔格·布劳赫勒环路                               | 0.7公里  | 1        |
| 2004年10月31日 | 西       | 格奥尔格·布劳赫勒环路 － 奥林匹克购物中心                      | 0.5公里  | 1        |
| 2006年10月14日 | 北       | 加兴高桥 － 加兴研究中心                                       | 4.4公里  | 2        |
| 2007年10月28日 | 北       | 奥林匹克中心 － 奥林匹克购物中心                               | 2.2公里  | 2        |
| 2010年12月11日 | 北       | 奥林匹克购物中心 － 莫萨赫                                     | 2.0公里  | 2        |

来源：慕尼黑建设局

## 营运
慕尼黑地铁是在标准轨上通行，其轨距为1435毫米。动车组供电是通过安装在轨道侧面的导电轨实现，其工作电压为直流750伏特，线路中大约每两公里就有一个整流装置为导电轨输电，其能量是来自慕尼黑电厂的10千伏三相电网。整流设备是通过设于玛利亚广场站内的控制室进行调节和监控。
月台的剖面配置适用于2900毫米的车辆宽度和距轨道顶面1100毫米的地板高度，月台高度为距轨道顶面1000毫米，自1987年起则改为1050毫米。不同于慕尼黑城市快铁主线铁路，地铁是允许双月台分流乘降（西班牙式布局）的。

### 地铁运营中心
整个地铁的行车均是通过设在埃米·诺特街的慕尼黑地铁运营中心（Münchner U-Bahn-Betriebszentrale，简称UBZ）进行监管和控制。那里主要是对遍布于地铁网络中的线路信号所实施远程控制。通常，这是自动完成并由信号所进行监控的，只有在特殊情况下——例如在发生故障时才会以人工进行干预。对于列车的运用、准点和改道则由调度室负责，它们同样设于地铁运营中心内。而监控摄像头的视频图像以及地铁站内的紧急呼叫装置也会被集中传送至UBZ。
通过所谓的“VIP网络”（视频、信息及进程网络），可以监控包括摄像头、自动扶梯、升降机和售票机在内的全部地铁设施，并有部分可进行远程操纵。

### 车辆
慕尼黑地铁使用三个车辆世代的电力动车组，分别命名为A型、B型和C型车。

#### A型车
| 批次 | 车号    | 制造年份  |
| ---- | ------- | --------- |
| A1   | 091–093 | 1967      |
| A2.1 | 101–151 | 1970/71   |
| A2.2 | 161–178 | 1974/75   |
| A2.3 | 201–253 | 1978–1980 |
| A2.5 | 301–348 | 1982/83   |
| A2.6 | 351–371 | 1983      |

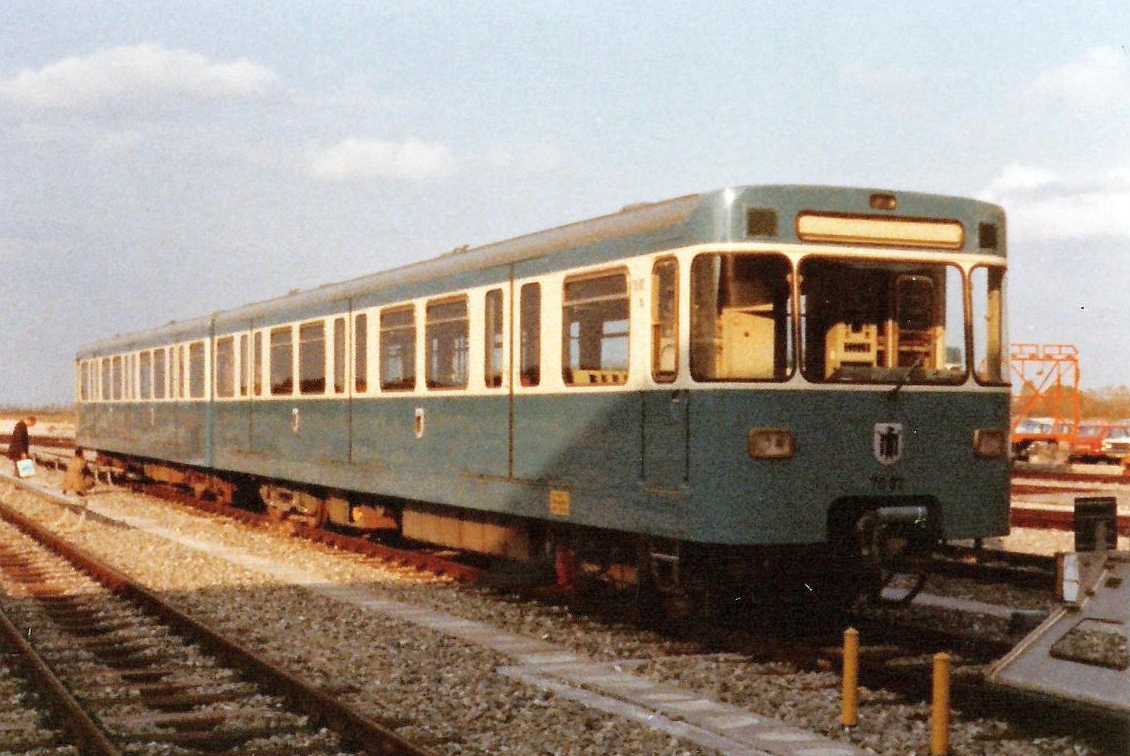
慕尼黑A2型地铁列车于1971年

在1967年（三组原型车）至1983年间制造的A型车为双重动车组配置，其南、北两侧在常规运营中总是采用短式连挂。在连接器上方，动车组各有37.15米长、3.55米高和2.9米宽。每节双重动车组在两侧各有六扇双开式车门，并设有98个座席和192个站席。常规限速为80/小时、发动机功率为721千瓦特，重量为51.6至53.2吨（A2.5和A2.6型）。
共有194组A型车分为六个批次交付使用，其中的6组已经售予纽伦堡交通公司。另外4组也在同时租借至纽伦堡，但现已收回。有3组车辆因事故报废，2组原型车则退役。在2006年世界杯足球赛过后，当局曾计划用C型车替代老旧的A型车，但由于部分C型车因轮轴的质量缺陷问题而暂时停用，这项计划被迫推迟。随着运输能力的增加，将需要A型车继续上线运行。
A型车当前运用在所有的路线中，慕尼黑交通公司现时共保有179组同型车。

#### B型车
| 批次 | 车号    | 制造年份 |
| ---- | ------- | -------- |
| B1.4 | 494–499 | 1981     |
| B2.7 | 501–535 | 1987/88  |
| B2.8 | 551–572 | 1994/95  |

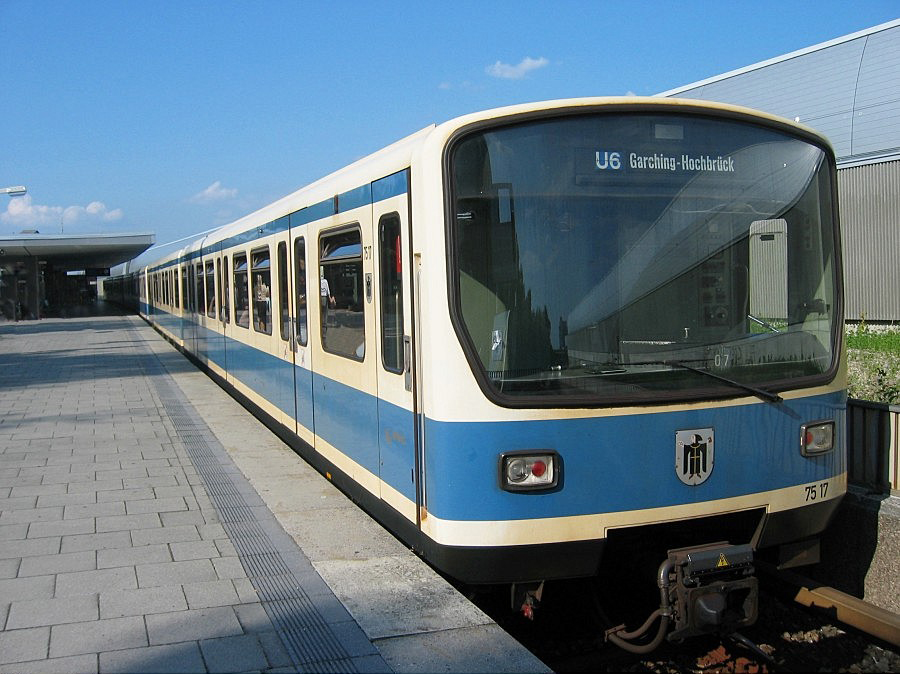
慕尼黑地铁B型列车

在1980年代的网络扩张实现之后，购于1981年至1995年间的B型车必须满足预期增加的车辆需求。与A型车类似，慕尼黑地铁在首批B型量产车交付之前先订购了6组原型车。然而六年之后，直至量产车交付时，原型车的各种先天缺陷仍未得到消除，当局遂在此期间加订了两批（A2.5和A2.6）可靠但实际上已过时的A型车。
由于最终交付的量产车发生了改动，意味着原型车一开始无法与量产车合编运行，因此它们必须在1992年至1995年间进行改造，以确保其兼容性。
B型车的尺寸与A型车相同，它们在外观上可以通过B型车的全幅式挡风玻璃和B2.8型（1994－95年间采购的22组）在车头新引入的点阵显示发车牌进行区分。不同于A型车的直流发动机，B型车使用的是三相电发动机。
共有63组B型车交付使用。由于被西门子用作赛特佳技术的试验载体，在2005年至2007年间，除498号车外，六组原型车已有五组停止使用。在497号车报废之前，其驾驶室被拆除并售予慕尼黑交通博物馆，后者以此来制造驾驶模拟器。B型车被运用至所有的路线，但在常规运营中无法与A型车连挂。慕尼黑交通公司仍保有57组B型车。

#### C型车
| 批次  | 车号    | 制造年份  |
| ----- | ------- | --------- |
| C1.9  | 601–610 | 2000/2001 |
| C1.10 | 611–618 | 2005      |
| C2.11 | 701–721 | 2013–2015 |

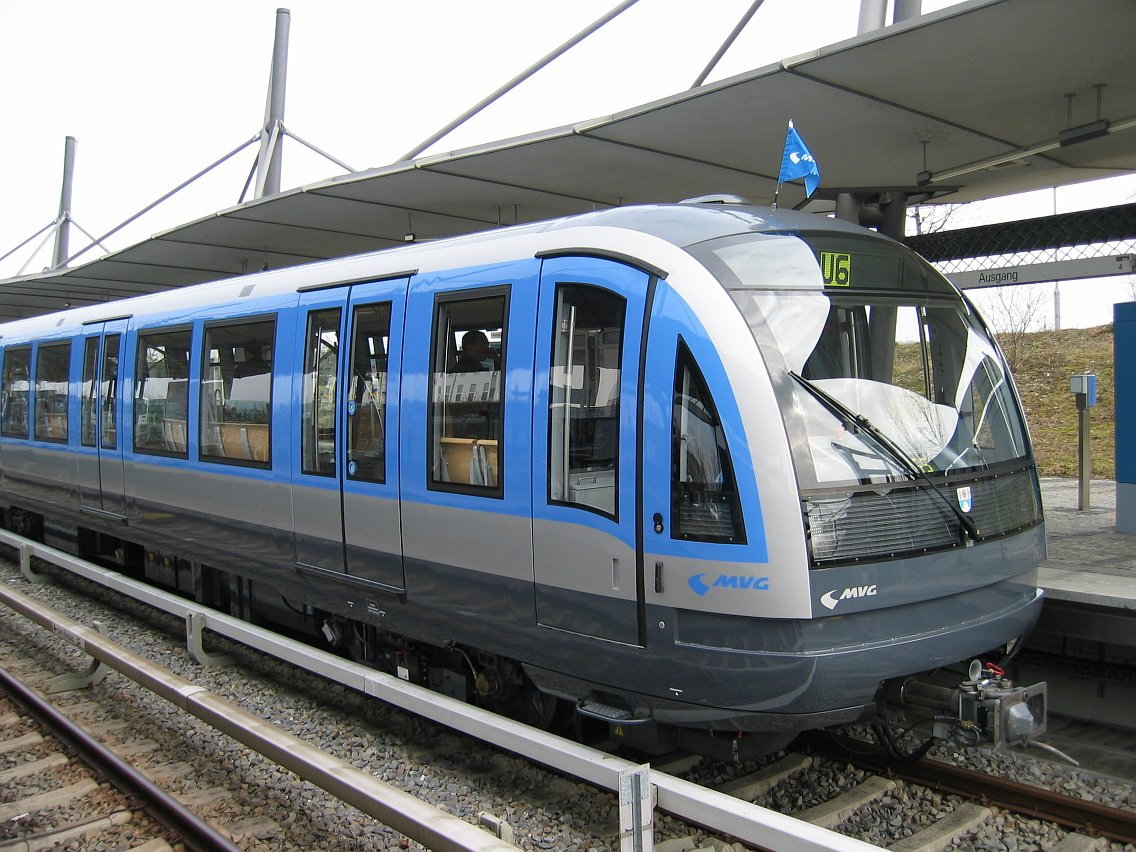
慕尼黑地铁C型车于加兴高桥

当第一列A型车于1990年代末服役满三十年、其经济实用性即将终结之际，C型车的采购工作开始了。当时的另一个动机是随着U1和U3线至莫萨赫以及U6线至加兴的线路延伸，车辆的使用需求正不断增加。
这是为慕尼黑地铁而建的首款设有六节贯通车体的列车，因此只能以完整的长编组运行（相当于三组A型车或B型车），类似于柏林地铁H型车。在车辆段内，六节编组的列车也可以缩编为中间车，但通常仅用于维护目的。在车厢短缺的情况，列车也会以五节编组运行，例如2006年世界杯足球赛期间在U4线、以及2007年4月在U1和U6线。六节的列车在首节和末节车厢内设有一排纵向座椅。在车厢连接处的前后，每侧各设有三排木质座椅。在中间车则可见到面对面式座椅群。
这次当局放弃了原型车，而是直接订购了十组六节的量产车。经过数次交付延期，新世代的首组列车已自2002年11月11日起投入运营，它们还同时还配备了由电脑控制的视像和音效旅客信息系统。共有十组C1.9型车和八组经过轻微改动的C1.10型车交付使用。它们可运用于所有路线，但只有极少数情况用于U4线，如果没有，通常便是路线使用短编组。
在2006年12月至2007年4月间，由于轮轴存在质量缺陷，全部十组C1.9型车曾暂时停用。
在2013年底至2015年，另外21组经过改良的C2版本投产，其外观及内饰与C1型非常相似。然而，这一批次的首列车组延迟了两年半，至2016年6月才开始上线运行。共有46组同型车可供选择。这些车辆也是以六节的编组形式进行订购。通过减少座椅数量，其内部可容纳940名乘客，而C1.9和C1.10型则为912人。慕尼黑交通公司希望通过这份订单，将部分线路的发车间隔从2分半钟压缩至更紧凑的2分钟一班，并取代最旧的A型车组。

#### 运用

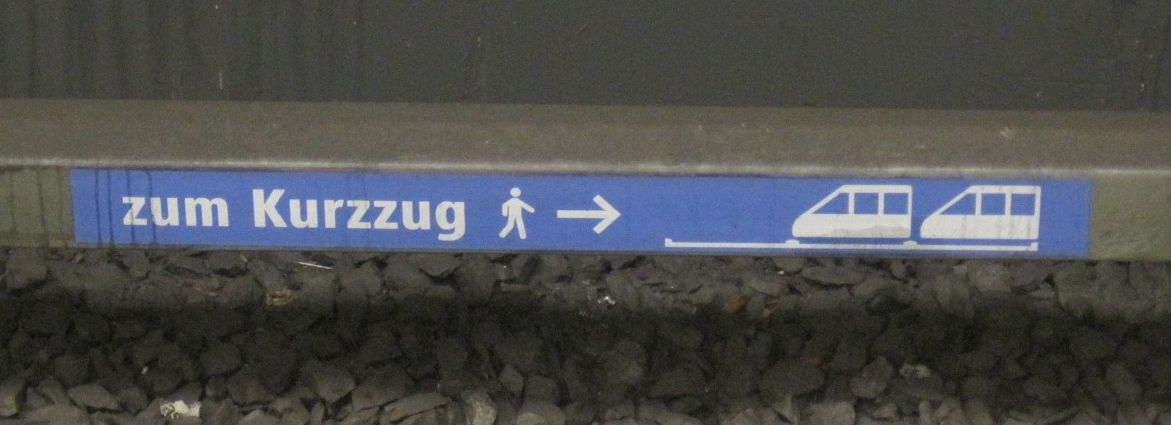
轨道上的短编组列车停车位指示牌

除U4线外，在白天运运行的所有路线几乎都是使用三组连挂的A型或B型双重动车组，或是一组C型动车组。在负荷较低的时段，例如在清晨或深夜交通中，则使用仅由两组接挂的A型或B型动车组。列车长度会显示在列车显示屏上，而短编组列车的停车位置也可以在屏幕上和轨道上的信息标签上看到。
在一些重大运输任务期间，慕尼黑地铁会与纽伦堡地铁进行临时车辆置换，例如1972年的夏季奥运会、1978年的纽伦堡圣诞集市和1980年的教宗到访期间。纽伦堡的第一代车辆最初在结构上是与慕尼黑的A型车相同，后期进行的改造则阻碍了这些列车之间的连挂。
所有列车的最高限速为80公里/小时，慕尼黑地铁的平均运行速度为36公里/小时。
慕尼黑地铁网络自投入运营以来便配备了与维也纳相同的LZB 500型（LZB 502/512）短环列车控制系统。但不同于维也纳地铁的是，慕尼黑并未放弃固定信号机。直至1990年代中期，固定信号机都只能通过人工操纵。只有这样，LZB才会逐段由当时的变亮信号所激活。在常规运营中，LZB被应用于日间行车。从23点至运营结束的夜间以及早晨的首班车，则是瞭望固定信号机进行手动操纵，这样便使得手动模式（即“按固定信号机驾驶”）驾驶员仍然存在。以前，地铁是在夜里21点之后和周日进行手动驾驶。每个驾驶员在每月都必须达到特定的“按固定信号机”驾驶时数。
在“按LZB驾驶”中，驾驶员会在启动以及每次发车后同时操纵两个启动键。然后驾驶员将瞭望轨道环境、操作车门、确认发车以及作好故障预案。在此情况下，驾驶员可以根据驾驶台上显示的最高速度以及自动驾驶及制动控制系统（AFB）进行手动驾驶；在两种LZB模式下，固定信号机都会变暗。“按固定信号机驾驶”和“按LZB驾驶”之间的进行车次切换是由信号所来实现，即同时通过地铁运营中心进行远程控制。在列车控制系统发生故障的情况下，车辆将根据替代信号手动行驶。
慕尼黑地铁标配有78米长的LZB安全环路，沿规定行车方向的斜面伸展。因此，LZB标准制动距离在规定行车方向上将确保至少会通过三个LZB环路，另一个LZB环路则用于保持安全距离。在此情况下，后面的列车可以接近至最多80米开外的月台停靠或驶离月台。LZB也可以额外设定停车位置。在车站区域内，由于月台长度为120米，LZB环路的布置方式会在相应的发车信号机后产生96米的进路保护区。
此外，当局有时也会考虑进行“无人驾驶换向”改造，即在没有驾驶员的情况下，于终点站进行必要的换向。此举将缩短换向时间，从而节约成本。
由于车辆连接器的电气系统仅为半侧设计，因此所有列车只能在同一个方向上连挂。这便导致U4线列车在南、北两端的特殊性：列车的“北端”只能与另一列的“南端”相接挂。因此，在整个路网中均未设有可供列车进行转弯换向的轨道设施（所以也没有三角路程）。

#### 特种车辆

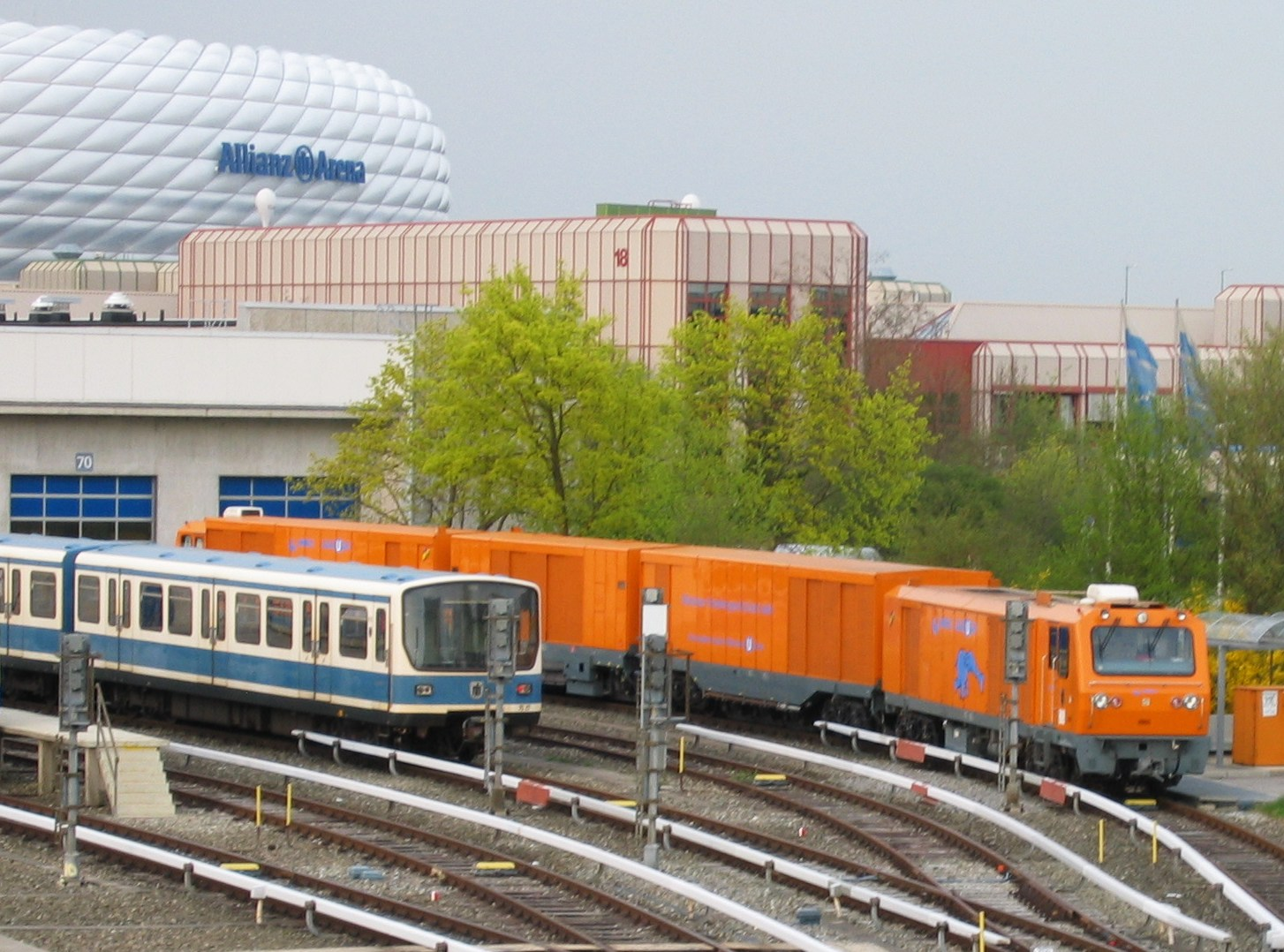
吸尘列车（橙色）

为了运输建筑材料、道轨或新的自动扶梯，慕尼黑地铁还配备一些带有起重机的重载微型车，以及一台柴油和两台蓄电机车，它们主要搭配平车、碎石车和内置有升降台的车厢使用。此外，慕尼黑交通公司还拥有一列名为“吞噬者（Schlucki）”的吸尘列车，在天窗期连续清洁道床上的污垢和垃圾。这列全长56米的特种车辆最高可以10公里/小时的速度在路网中通行，吹扫气流吞吐量为300000立方米/小时。在德国，这款列车迄今都是独一无二的。

### 事故
1994年9月20日，一辆192路公共巴士在特鲁德灵街倒车时不慎跌落突然形成的一个地洞；车辆几乎完全浸没在街道冲刷后的积水内。造成事故的原因是地铁建设中的冲洗工程。共有3人死亡及20余人受伤。
到目前为止，由于事故原因，必须从车队中撤走三辆双重动车组，然而在慕尼黑地铁的载客运营中，并未发生车辆损毁的严重事故。
1983年9月5日，两辆双重动车组（149号和176号）因存车场发生火灾而被完全烧毁。由于制动电阻的风扇故障，这组列车从火车总站撤出常规服务，并被牵引至国王广场北侧的转车场附近。车厢随后在那里起火，两组单元都被烧毁。存车设施的隧道天花板也受损严重，但U1线得以迅速在数小时后恢复通车。两组单元的其中一组连同消防出警报告和照片现时可以在慕尼黑消防博物馆内见到。另一组单元则是由国际铁路联盟研究和实验部于1985年，在挪威一条废弃的铁路隧道内用作火灾试验后而报废。
还有一辆双重动车组是在1995年12月28日的一次调车事故中遭到严重损坏，这是由于其在进行连挂作业时的车速过快所致。损坏严重的是092号原型车。自2006年以来，该车并未受损的另外半边开始在德意志博物馆交通中心的“城市轨道交通”展厅内展出。

### 安全
地铁驾驶员需要在弗略特马宁的技术基地的驾驶模拟器中接受培训。

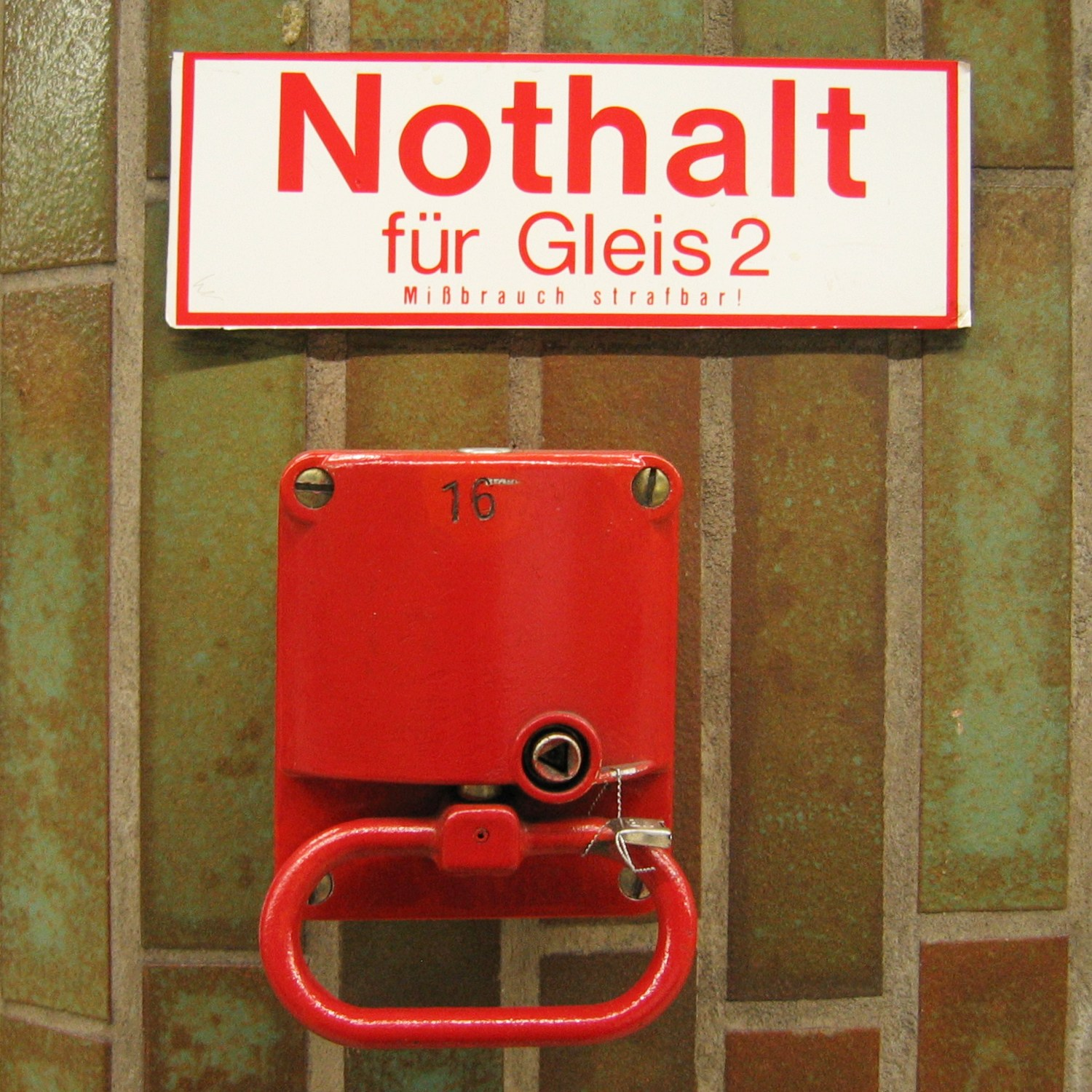
地铁站内的紧急停车装置

几乎所有列车的车门如今都配备有防夹标记，并在关门过程中作出光效和声效提醒。每个门区的紧急对讲机可与驾驶员直接通话。所有车站都设有紧急停车系统，例如当有人闯入轨道区域，则会封锁进站轨道。管理紧急停车的激活信号位于紧邻车站之前或之后的隧道区域内。这将导致驾驶员立即实施紧急制动。在自动模式下，地铁列车则会自行制动。
慕尼黑地铁还有一支特殊的半公营机构——地铁卫队，负责保障地铁和地铁站的安全运营，并在诸如足球比赛之类的大型活动期间，在玛利亚广场等铁路枢纽中，处理车辆的发车程序。
所有车站共配备了121台用于心搏停止（心室顫動）急救的半自动体外除颤器。
2013年4月26日夜晚，三种不同的道床监测系统在红十字广场站正式投入运行。它们包括有激光、雷达和视频系统。这是应乘客和盲人协会的要求而安装的。不同的系统将进行为期一年的测试。学生城站则被选为进行地上车站测试。

### 无障碍环境
所有地铁站均通过配备轮椅或坡道实现了无障碍环境。大多数最初没有安装升降机的站点都是在1990年代和千禧年之际进行了相应的加装。车站结构和照明也进行了无障碍优化，并在每个月台边缘都为视障人士提供了一条触感导盲带。
C型车作为最新一代的地铁列车，设有无障碍乘降区及扶手，并配备了光效和音效旅客信息系统。

## 车务设施

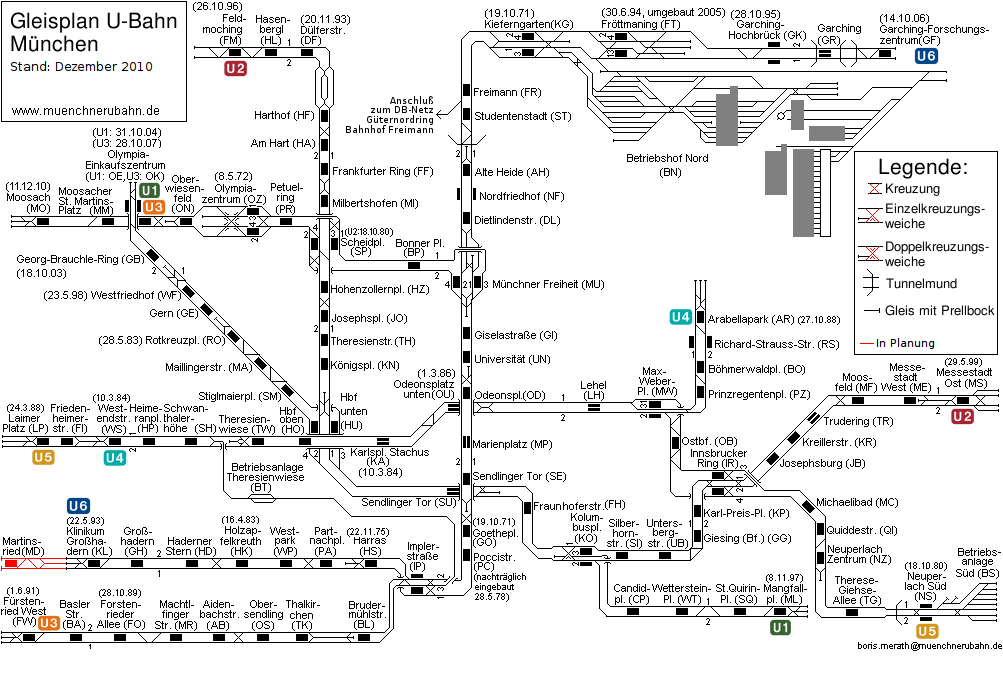
慕尼黑地铁轨道图

除了三个较大的设施外，分布在车站之间的整个路网上、尤其是路线终点的存车设施，均可供地铁列车在夜间和高峰之外的时段停放。此外，路网中的某些特定地点还存放有备用列车，以便在发生故障时替换常规列车。

### 弗略特马宁技术基地

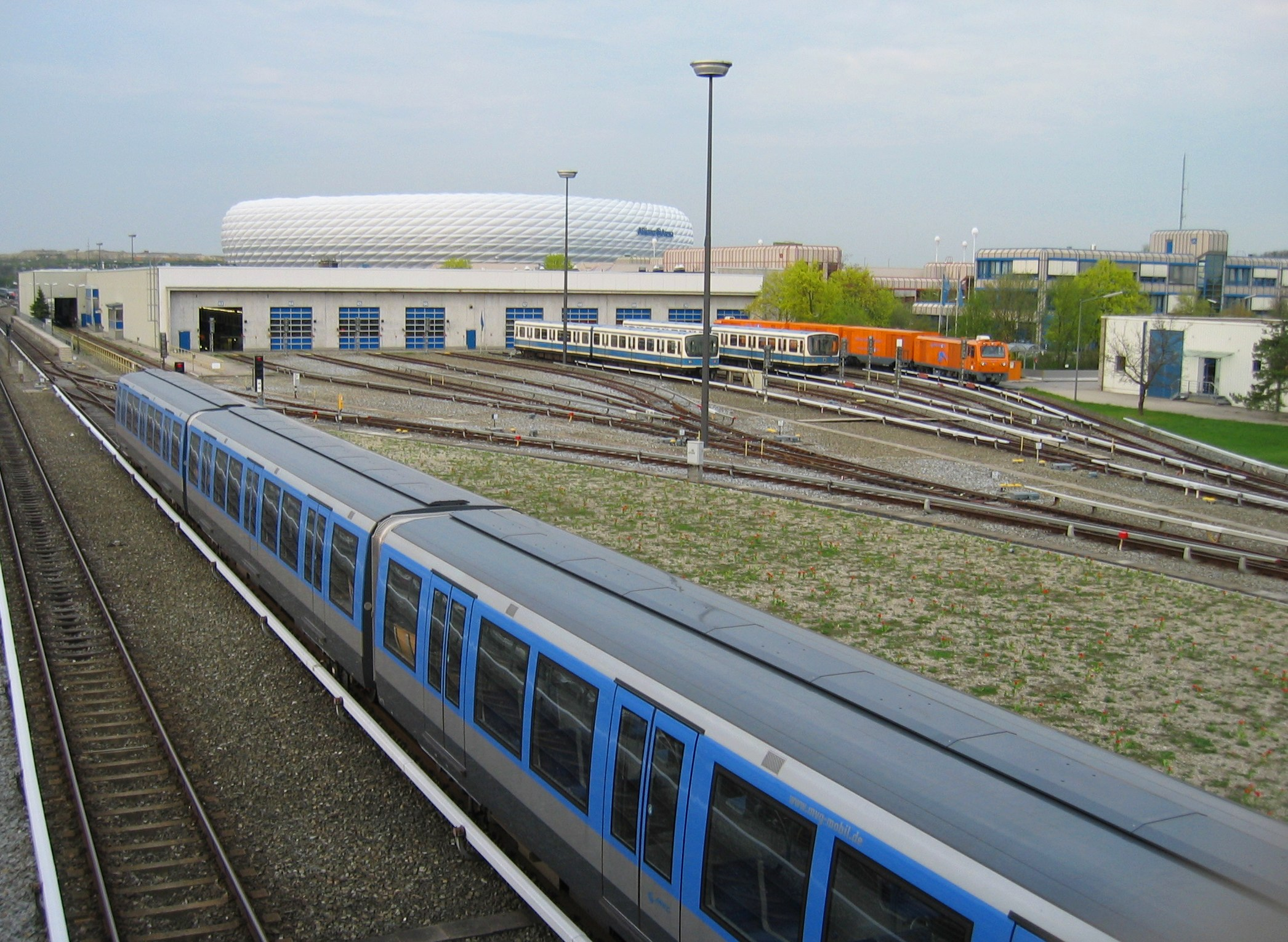
弗略特马宁技术基地及背后的安联竞技场

在地铁工程开建之前，当局一直在寻找一个可作为地铁车辆段的合适地点。由于空间原因，使用既有的有轨电车运用车间是不可能的，而在市中心兴建地下车间也因经济原因而不予考虑。结论很快便明确，应在市区北部的松园建造一座地上车间。出于这一车务原因，U6线至松园站的建设具有优先权，尽管其它线路有着更为迫切的交通需求。
最初，弗略特马宁的车辆段主要包括存车设施、仓储建筑和检修库，可以在那里进行小型辅修甚至是段修。由于仍然偏小的车场尚不具备厂修功能，因此个别部件必须转移至有轨电车总车间进行维修。
随着地铁建设于1970年代中期继续向前推进，对车辆的需求增加致使当局在检修库旁建造了一个总车间，地铁的所有必要检修工序都可在此完成。在1980年代，车辆段进一步向北扩建至如今的位置，演变为与同名地铁站相邻的弗略特马宁技术基地。
在北部车辆段完工之前，U6线的部分路段便已经进行了三组原型列车的试运行。为此，老荒原站北侧的存车设施曾被临时作为运用车间使用。

### 南部车辆段
在U5线的南部终点新佩拉赫南站旁有一片广阔的地上存车设施，这是在当时U8线的建设过程中所要求配备的，目的是要减轻北部技术基地的负担。那些运行于U1/U2线和U4/U5线却无法存放在其它存车设施的列车，于非高峰时段和夜间都会存放在此。这里总共可以存放多达41辆双重动车组。

### 特蕾西娅草坪车辆段
由于未与轨道网络的其它部分相连、尤其是未能连接至弗略特马宁技术基地，当局便在特蕾西娅草坪下方建立了一条联络线路，将因普勒街站（U3/U6线）的北部和施万塔勒高地站（U4/U5线）的东部各通过一条单线轨道相连。两条专用线轨道可供18辆双重动车组存放，另有第三条轨道则用作车辆在两条线路之间的直通道。
在常规的图定运营中，这条线路不会用作载客通行；只有2003年5月在音乐厅广场站进行改造（安装双轨转辙器）期间，U3线从菲尔斯滕里德西站方向驶来的不定期班次才会在施万塔勒高地站进行换向。

## 未来发展
随着U3线通往莫萨赫的路段于2010年12月建成通车，慕尼黑地铁网络的扩建暂时休止了。这是自1965年以来，慕尼黑首次没有在建的地铁路段。

### 规划中

#### U6西线：大哈登医院－马丁沼地
这条1.3公里长的线路应将马丁沼地区内的生物技术中心与马丁沼地校园一同接入地铁网络。由于该线路跨越市界，普拉内格镇或巴伐利亚州将负责规划和融资。州府慕尼黑在巴伐利亚州经济事务部的倡议下启动了前期规划，并编写了一份专家报告，对正面的线路成本效益比进行预测。普拉内格镇于2007年进行了试钻探，结果表明，从技术角度来看可以进一步施工。2008年，该镇还发包更新了十年期的成本效益分析合同。
慕尼黑县的县议会于2009年7月20日批准了延长线的建设。这条耗资6700万欧元的线路原定于2014至2015年投入运营。然而，州经济事务部的行政复议和合同方案的推迟，意味着原计划于2012年举行的动工仪式必须延期。最终，该项目于2013年10月获批，但关于费用承担和责任权属的谈判花了很长时间。2014年12月，巴伐利亚内阁终于为进一步建设开了绿灯。在所有合同完成谈判后，税务机关仍然要求对营业税法进行修订，这导致了动工日期的进一步推迟。各承办商应在2017年春季合组一个项目管理公司，完工日期预计将推迟至2022年。2017年6月，有传言称成本将增加至约1亿欧元，这可能需要在县议会重新进行投票表决。

#### U5西线：莱姆广场－帕兴
该线路正处于规划审批程序阶段，因此暂未实施。其前期准备工作已被纳入2008年的财政预算案。由于规划中的线路与快铁以及19路有轨电车相平行，因此运输效益存在争议。一些乘客协会呼吁经由布鲁门瑙延长多五站至六站的距离，以开拓至远离快铁、但目前只有公共巴士服务的的区域。
2013年7月，市议会再次委托对至帕兴的地铁延长线进行深入规划。这条3.6公里长的线路将经由规划中的维利巴尔德街站和阿姆克尼站通往帕兴长途车站。帕兴站的地铁月台应建的更深，以便在日后可以下穿维尔姆河延伸至弗赖哈姆开发区。慕尼黑市议会已于2015年7月14日批准建设。动工日期定于2019年。建设局预计工期为六年，费用为5.47亿欧元。
此外，特蕾西娅草坪站也规划进行四线扩建。在慕尼黑啤酒节期间，车站每小时的旅客进出量可达超负荷的20000人次，因此必须经常实行临时人流管制。由于啤酒节访客将搭乘地铁从两个方向抵达特蕾西娅草坪，一旦将U5线向西延长至帕兴站，这种情况加进一步加剧。因此，该站的四线改造是根据慕尼黑市议会和慕尼黑交通公司的意见，对U5线延长至帕兴的强制性配套措施。扩建规划还应该包含将行经该站的U9联络线方案。

### 调研中

#### U4东线：阿拉贝拉公园－英戈沙金
该路线将缩短从原U4线终点站阿拉贝拉公园至快铁S8线英戈沙金站之间的距离；并且通过换乘S8线，大大减少了从博根豪森和阿拉贝拉公园地区前往慕尼黑机场的旅行时间。它还将有助于减轻快铁主线铁路的负担，在后者发生行车中断的情况时，S8线的乘客可以自英戈沙金站起通过U4线绕行。当前的融资尚未解决，批评者对于客流量已相当疲弱的U4线作进一步延长持怀疑态度。在慕尼黑交通公司现时的宣传册中，呈现了仅具备一座中间站（费德里奥公园）的方案，原规划中的另一座中间站科西马公园则已被摈弃。与此同时，在两座车站之间建设有轨电车线路的规划也在进行调研。更有甚者，后期还可以考虑将U4线从英戈沙金进一步通抵里姆展览城或延伸至阿施海姆。

#### U6北线：加兴－弗赖辛县
由于U6线的终点站加兴研究中心已经地处弗赖辛县边界，其只需向北延长约6公里便可通抵快铁诺伊法恩站或埃兴站，甚至距离慕尼黑机场也仅13公里（参见2004年慕尼黑区域规划）。在慕尼黑交通公司委托进行的可行性研究中，对U6线延长至诺伊法恩站进行了调研。正如预期的那样，研究表明由于地铁列车的低速行驶和较长的旅行时间，这个规划并不能取代从慕尼黑火车总站至机场的便捷快铁服务，但它们得出的结论是，U6线和S1线的交联仍将带来许多好处。因此除了缩短从U6线学生城站至机场的旅行时间外，该规划最重要的是能够看到从巴伐利亚北部和东部至安联竞技场的可达性、以及加强慕尼黑工业大学加兴校区和魏恩斯蒂芬校区（魏恩斯蒂芬科学中心，位于弗赖辛市）之间的联系。在随后的初步成本效益分析得出负面结论后，U6延长线现正进行重新调研（2018年），其中除了上述论点外，还可以对预期的人口增长落实相匹配的基础设施。

#### U9联络线

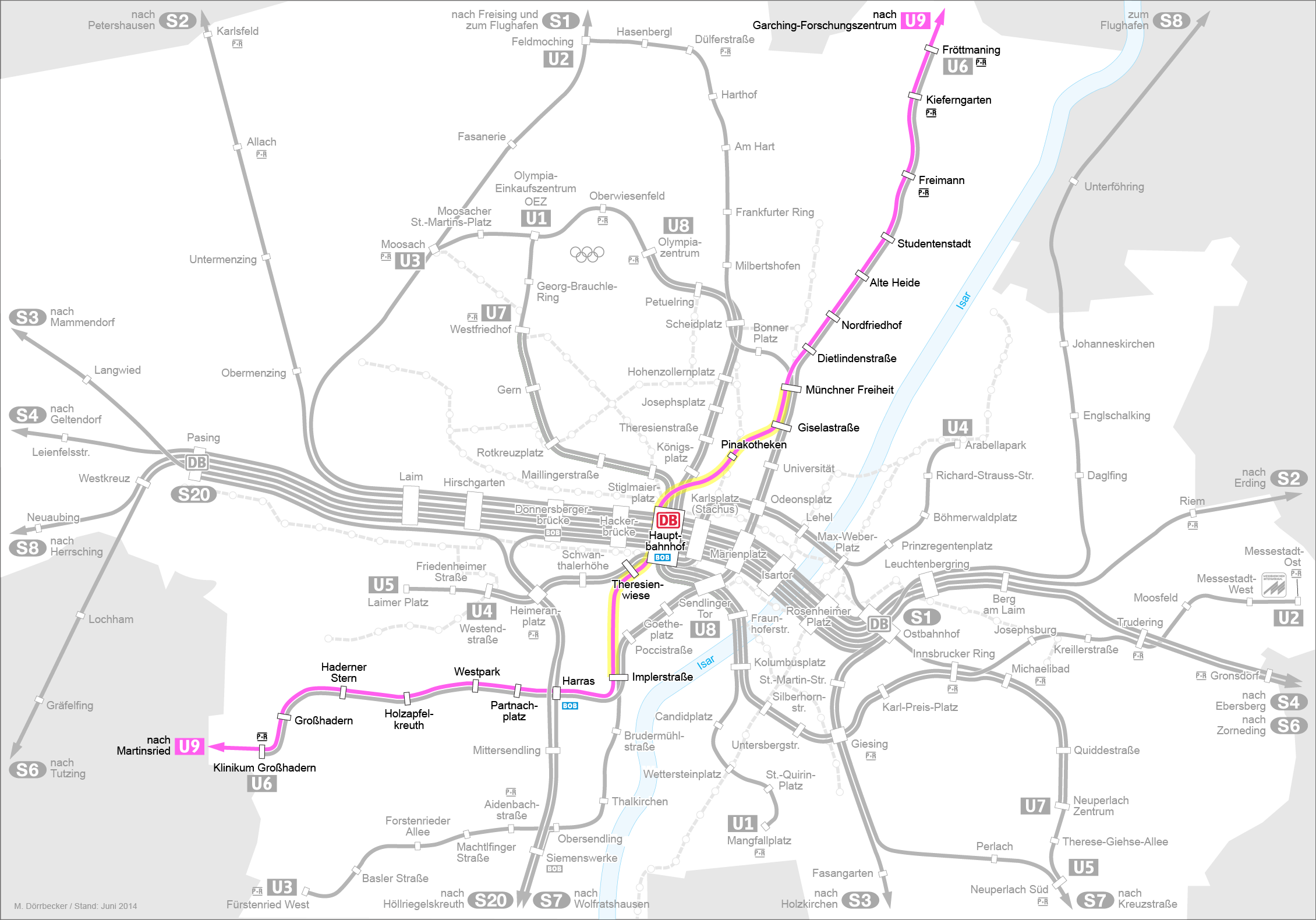
U9线示意图

作为U3和U6线的疏解线，这条线路应在两条地铁主线以西的慕尼黑自由广场站至因普勒街站之间，经由美术馆旁新设的一座车站和火车总站内的第三座地铁站延伸。2008年12月12日，慕尼黑市议会的社民党派系要求对这条新的地铁联络线进行考察，以缓解U3/U6线的高负荷线路、尤其是缓解频繁使用但无法扩展的换乘站音乐厅广场和森德灵门的运营压力。慕尼黑交通公司和慕尼黑交通及资费集团从2014年开展的一项联合研究得出结论，该线路在结构上是可行的。然而出于操作原因，它应该在吉瑟拉街站而非慕尼黑自由广场站接入1号主线铁路，并将前者扩建为四线通行。此外，作为特蕾西娅草坪站进行四线改造的替代方案，还考虑在巴伐利亚公园的下方增设一座车站。而对于在U9线的火车总站北侧以及特蕾西娅街站至国王广场站间的U2线隧道之间能否增设一条联络线，也同样进行了考察。通过各路段的合力疏解，地铁将得以开行新的加密路线。

### 其它扩建选项
根据市议会在2015年度更新的短途交通规划，一些扩建线路的调研已经得到明确。此外，还有各个市议会党派关于进一步考虑扩建的要求方案。具体而言，这涉及现有网络的以下扩建：
U1南线：哈拉兴－索恩/下哈兴
从曼格法尔广场延长至哈拉兴医院是相对先进的规划，但最初由于预期客流量较低而被放弃。2015年，U1线的延长规划被再度着手研究，这次甚至将通往索恩。为此U1线将下穿伊萨尔河。2016年底，该规划是作为多年期投资规划的组成部分来提呈审议。与此同时，下哈兴镇正寻求将U1线从曼格法尔广场经由新比贝格的英飞凌园区延长至下哈兴北部的工业用地。
此外，19路有轨电车从天鹅湖街延长至哈拉兴医院的规划也在进行调研。
U3西线：莫萨赫－下门钦－帕兴
2011年的一项调查显示，U3线从莫萨赫延长至快铁下门钦站的成本效益系数为0.3。根据2015年作出的决定，这一调研将进行更新；在此背景下，延长方案不再仅是通往下门钦，而是从那里进一步贯通至帕兴。市议会的资产阶级中间派别为此建议，线路应在8号高速公路的西北端经过布鲁滕堡宫，然后在那里建造一座带有停车换乘设施的地铁站。该规划也于2016年被纳入多年期投资规划的组成部分。
U4东线：阿拉贝拉公园－展览城
慕尼黑市规划局已经提出了在博根豪森东部新设一个社区的规划，该社区将为多达36000位居民提供住房。规划中还包括将U4线延长至展览城，以便将新社区与公共交通配套相连。
U5东线：新佩拉赫－陶夫基兴
陶夫基兴镇和新比贝格镇所寻求的目标是，在未来将原U5线的终点站从新佩拉赫经由慕尼黑联邦国防大学以及位于奥托布伦的路德维希·伯尔科分校（Ludwig Bölkow Campus），再延伸至陶夫基兴东部的宜家家居。
U5西线：帕兴－弗赖哈姆及布鲁门瑙支线
为了将新开发的弗赖哈姆区与公共交通连接起来，2015年出现了可从帕兴站延长的地铁U5线或19路有轨电车的二选一方案。市议会借此机会提出了将U5线延长至帕兴的规划。这当中还包括一个从维利巴尔德广场站西侧岔出、通往布鲁门瑙区的支线选项。维利巴尔德广场站是U5西线从莱姆广场延伸至帕兴的组成部分，它已于2015年7月14日获得市议会的批准。对于从帕兴至弗赖哈姆的延长线，慕尼黑市规划局制定了相关的走向建议。至2019年初，市议会决定放弃19路有轨电车，并将通往弗赖哈姆的U5延长线纳入“规划中/建设中”类别。
U6西线：马丁沼地－普拉内格
除了将U6线延长至马丁沼地的既有规划外，当局还决定将U6线从马丁沼地进一步通往至普拉内格的延长线作为短途交通规划中的调研线路推进。在普拉内格可以换乘至快铁S6线。
U26线：哈特畔－松园

U26线的规划方案（2014年）

连同U9联络线一起，应对地铁U2线和U6线之间在慕尼黑北部建立连接展开调研。该线路的起讫点分别为哈特畔站和松园站。已有调研结果表明该线路是无利可图的；它在如今应该进行更新。然而，这条线路更有可能通过新的有轨电车线实现；后者对此的规划更为深入。但市议会于2016年仍将地铁路线作为选项纳入多年期投资规划中。

### 弃用方案
在过去曾有其它的扩建考虑。然而，大多数这些措施在成本效益比方面都被证明是不合理的，因此已被放弃。它们涉及现有网络的以下扩展：
U1北线：奥林匹克购物中心－法萨内利或费德莫兴
这项延伸将通过穿行勒歇瑙区，令U1线的北端可以在一座快铁站终到，并使得奥林匹克购物中心站得以成为地铁局原本期望的北部的交叉点。然而，由于临近的站点费德莫兴和莫萨赫已经接入地铁网络，因此这项延伸从一开始就被质疑是否有用。经过调研得出的成本效益系数为0.5，该方案便没有再继续推进。
为了更好的与机场建立联系，当局还对U1线至诺伊法恩的延长线进行过调研，这条路线应从费德莫兴开始，然后沿快铁S1线的走向延伸。生态民主党为奥林匹克购物中心至费德莫兴间的路段起草了两个不同的方案：其一是在勒歇瑙湖居民区下方挖掘隧道；其二是一条基于地面的线路，即沿着勒歇瑙湖以东的既有线路行进——那里原本计划用于磁悬浮项目，如今却供货运列车使用。
U2北线：费德莫兴－卡尔斯费尔德
市议会的联盟90/绿党派别以及卡尔斯费尔德镇议会的基社盟派别建议将U2线从费德莫兴经由地面延长至卡尔斯费尔德，以此作为缓解该镇高流量私车交通的措施。此外，它还旨在为大型企业MAN和MTU的员工提供更大的促进，以便他们使用公共交通工具上下班。在经过初步调研显示该路线的成本效益比较低后，深入的规划被放弃。
小型地铁环线
在慕尼黑市2006年度的交通发展规划中，当局曾对一条沿中环公路伸展的小型地铁环线展开调研，但最终未被纳入交通发展规划。
沿既有线路伸展的地铁或快铁环线
在讨论中还提出有一条沿既有线路（北部的北环铁路，东部的东部走廊）伸展的环线（环铁），无论这样的环线是作为快铁还是地铁实现。乘客协会Pro Bahn提出的建议是使用多电压制式车辆开行，这样它们能够同时在快铁或地铁线路上运行，并共用上草地站以西的U3线地铁隧道。另一方面，自选协则倡议线路进行另一项扩建，即将帕兴、莫萨赫、北环铁路、东部走廊以及莱姆畔山之间的路段改造为快铁北环。在他们看来，该方案还包括将U1北线至少延长至北环铁路（拉斯阿勒街交会站）、设立与U2线交会的克诺尔街站以及与U6线交会的弗莱曼南站。
西部陵园－霍亨索伦广场切线
曾经由施瓦宾西地方委员会和市议会自民党派别提出、在既有的U1线和U2线之间（建议为西部陵园站－霍亨索伦广场站）设立地铁交叉路线的方案未能纳入短途交通规划，因为补充的路线无法整合至地铁网络中。此外，慕尼黑交通公司认为既有的交叉路线（12路电车与53路巴士）已能满足运营需求。

## 其它装备

### 移动通讯覆盖
自2009年9月8日以来，慕尼黑内城的一些地铁站以及它们之间的线路首次正式实现移动通讯覆盖。移动网络是由四家德国大型移动通讯供应商组成的联盟，在沃达丰的领导下构建的。2011年7月2日，慕尼黑UMTS网络的改造工程已经完成。自那时起，整个慕尼黑地铁网络都可接收移动信号。至2012年，市外的加兴高桥－加兴研究中心路段也应提供无线通讯连接。这一路段于2013年11月配备了移动通讯网络。2017年3月31日，LTE网络投入使用。

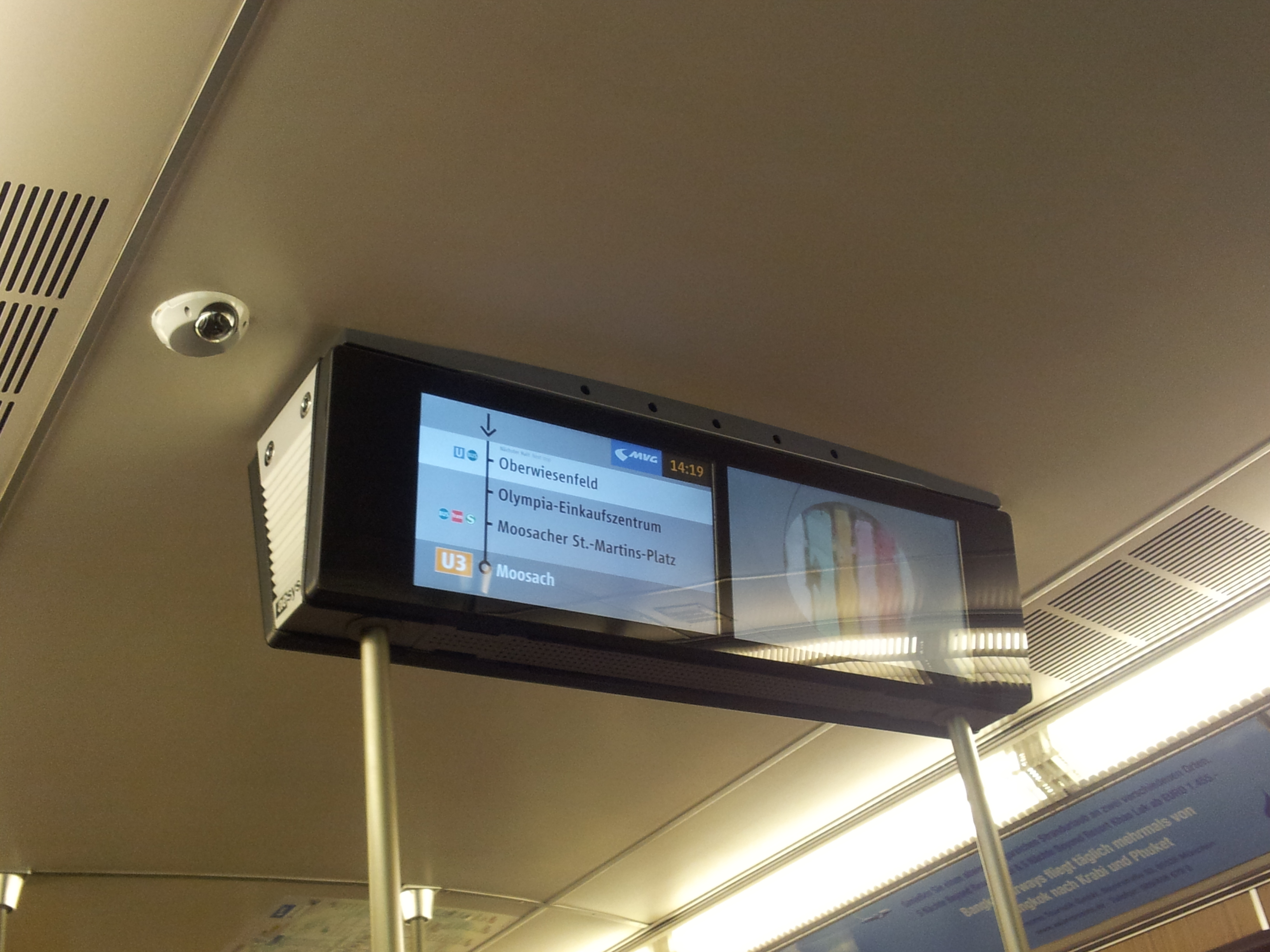
地铁车厢内的电视屏幕

| 投入使用   | 线路 |
| ---------- | --- |
| 2009年9月  | 火车总站、卡尔广场、森德灵门、玛利亚广场、音乐厅广场及特蕾西娅草坪之间的线路 |
| 2009年底   | U2东线至展览城 U6北线往弗略特马宁（自学生城起的地上线路已覆盖） |
| 2010年12月 | 除2011年列出线路外的其余网络 |
| 2011       | U1线哥伦布广场及曼格法尔广场间 U2线哈特畔及费德莫兴间 U3线上森德灵及菲尔斯滕里德西间 U3线从奥林匹克购物中心至莫萨赫 U5线韦斯滕德街及莱姆广场间 U6线从霍尔茨阿普费尔克罗伊特至大哈登医院 U6线设于加兴境内的地下车站 |

### 旅客电视/慕尼黑视窗
2009年4月，慕尼黑地铁宣布将自2013年底开始，在所有车厢内配备可用于播放客户资讯、新闻及娱乐稿件的电视屏幕。该项目是通过广告进行融资。然而至2016年，除了A2.5型、A2.6型和C2.11型车之外，只有少数车型配备了屏幕。
2013年11月21日，旅客电视正式启用。屏幕的左侧显示有下一站、进一步行程和当前中转提示。另一侧屏幕播放的则包括八成的剪辑内容（新闻、娱乐、实时MVG信息）和两成的广告。每节车厢安装有四台双屏幕。通过这项改造措施，地铁A型车得以首次实现自动报站。新的C2.11型列车则是与内置的屏幕一同交付。慕尼黑有轨电车也于2015年底推出旅客电视。